# Biblioteca Britànica

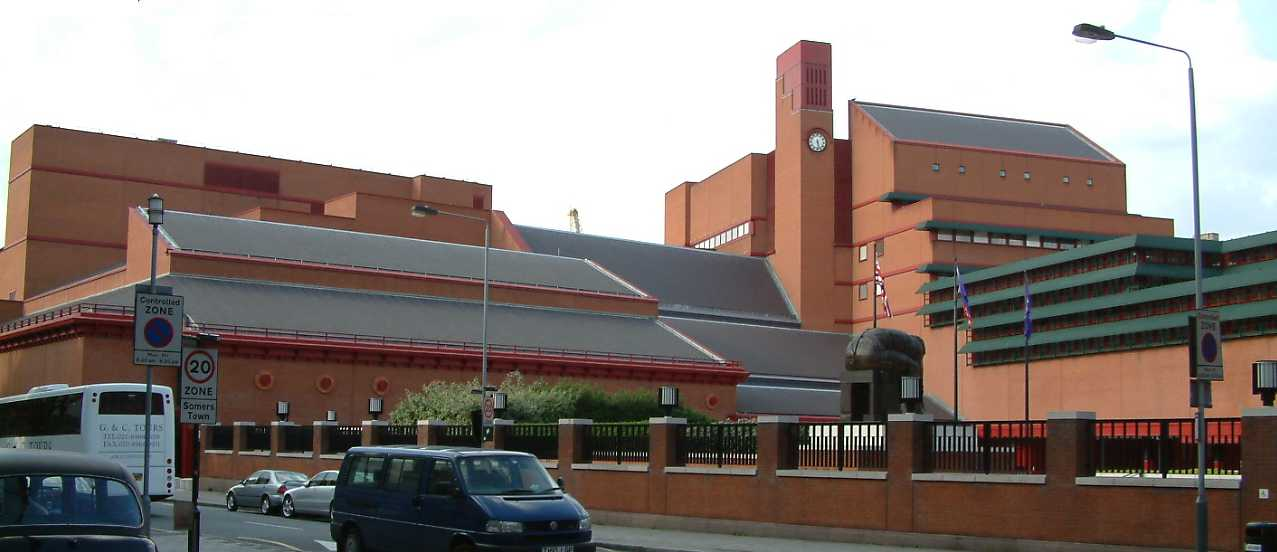
Biblioteca Britànica.

La Biblioteca Britànica, oficialment i en anglès British Library, és la Biblioteca Nacional del Regne Unit i una de les més grans del món. L'edifici principal es troba al número 9 d'Euston Road, districte de Central London. El seu patrimoni té aproximadament 150 milions d'articles i cada any se li incorpora una col·lecció d'aproximadament tres milions d'objectes nous.
La Biblioteca Britànica conté llibres, mapes, diaris, partitures, patents, manuscrits, segells, entre altres objectes. Estan disposats en 625 km de prestatgeries que creixen 12 quilòmetres cada any. L'espai de lectura té capacitat per a 1.200 lectors.
La Biblioteca Britànica conté llibres, mapes, diaris, partitures, patents, manuscrits, segells, entre altres objectes. Aquests estan disposats en 625 km de prestatgeries que creixen 12 quilòmetres cada any. L'espai de lectura té capacitat per a 1.200 lectors.
La Biblioteca Britànica posa informació a disposició d'estudiants i investigadors del Regne Unit i de tot el món. Cada any, sis milions de cerques es generen amb el seu catàleg en línia i més de 100 milions d'objectes s'ofereixen a lectors de tot el món.
Entre les peces més destacables de la Biblioteca Britànica, consten un quadern de notes de Leonardo da Vinci, una Carta Magna, un enregistrament del discurs experimental de Nelson Mandela, prop de 50 milions de patents, 310 mil volums de manuscrits, des de Jane Austen a James Joyce, partitures de Händel als Beatles, així com més de 260.000 títols de diaris i més de quatre milions de mapes. Aquest fons s'ha anat conformant al llarg dels més de 250 anys de la biblioteca a través d'adquisicions o donacions.
L'any 2019 decidí pujar a internet 2.500 obres prohibides en el seu moment, que les mantingué custodiades en una col·lecció titulada "Private case" per por a que les acabessin cremant. Dins d'aquesta col·lecció predominen obres considerades obscenes com ara l'obra anònima atribuïda a Oscar Wilde Teleny, la sèrie de llibres publicada el 1740 Merryland, la primera novel·la pornogràfica en anglès de 1748 Fanny Hill, o el manual per a prostitutes londinenques de 1757-1795 Harris's List of Covent Garden Ladies.

## Història i construcció

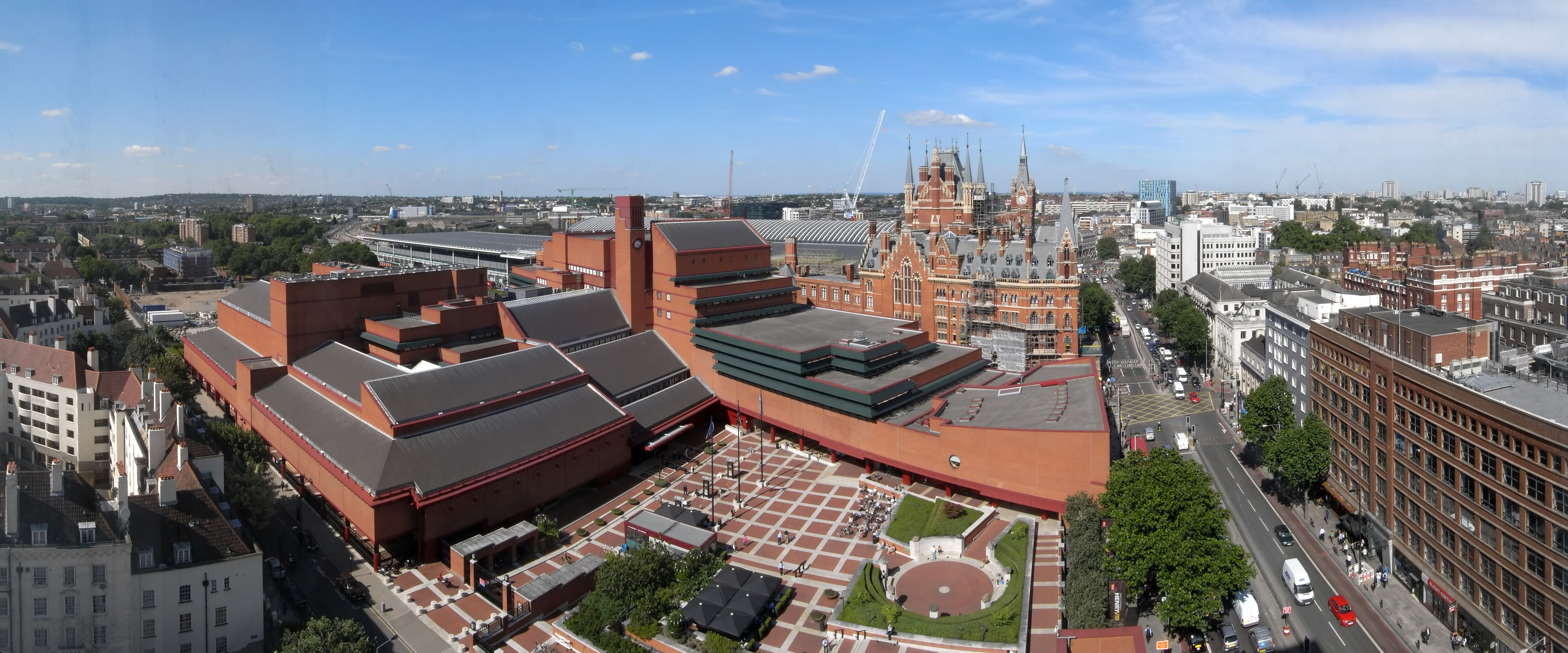
La Biblioteca britànica amb l'estació de Saint Pancras darrera seu.

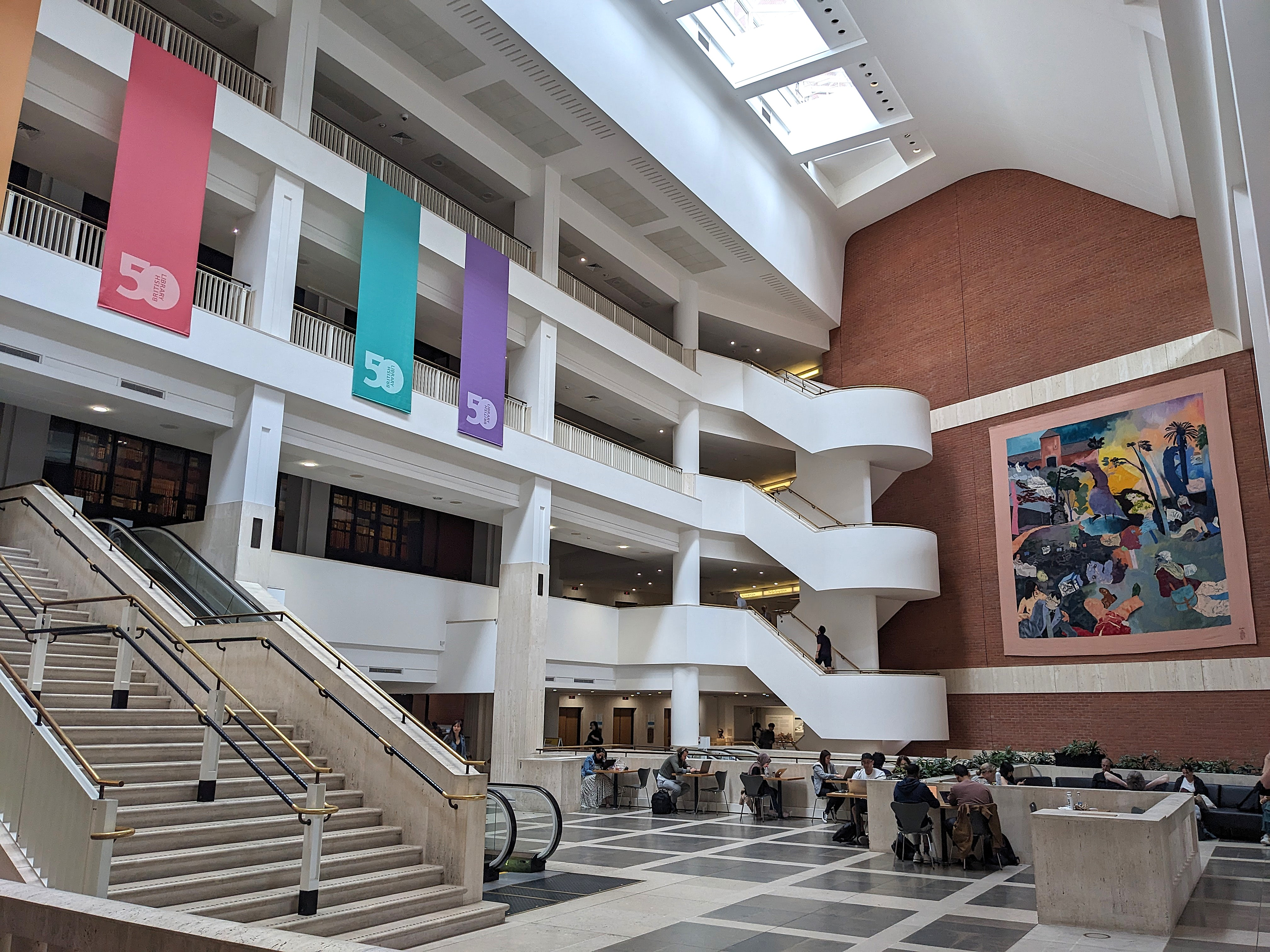
Rebedor de la biblioteca.

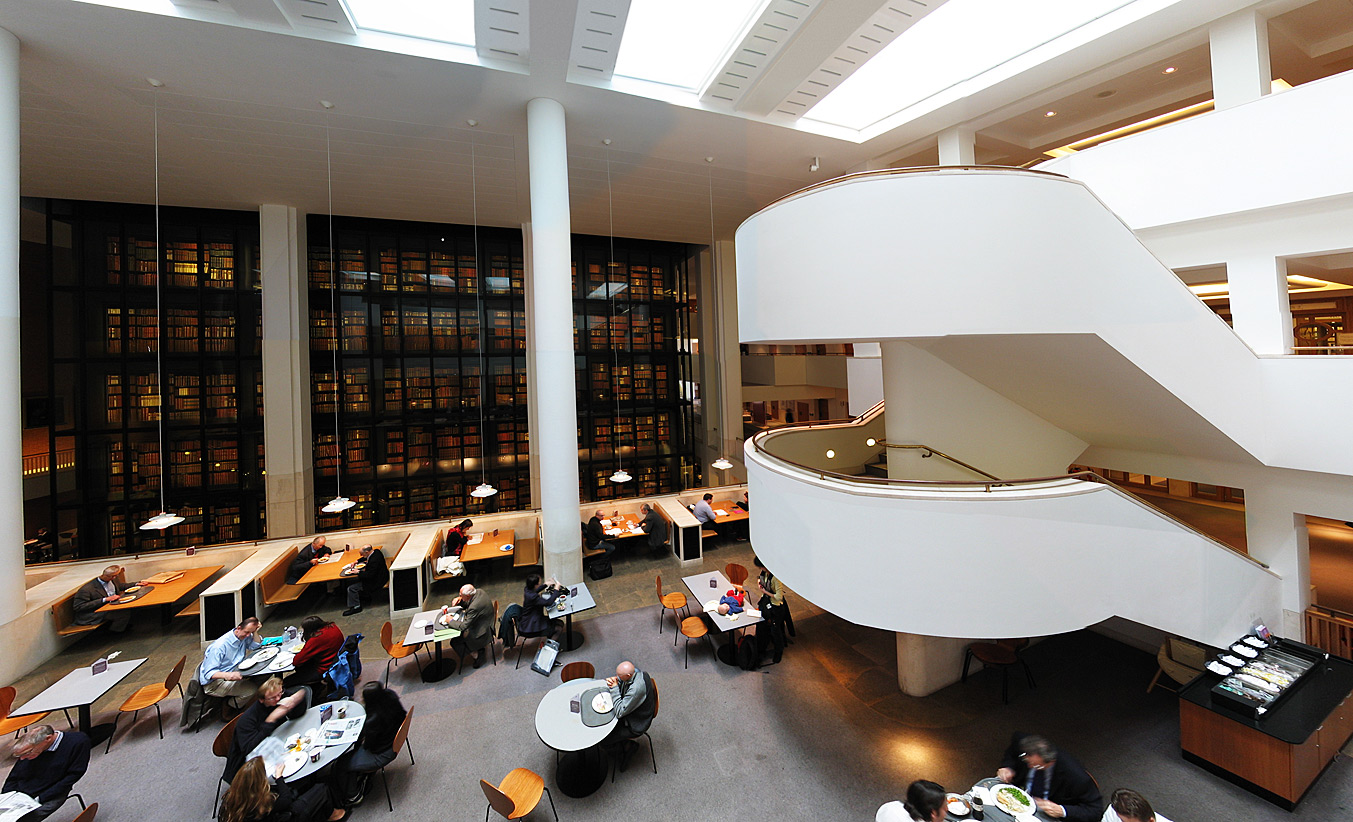
Interior de la Biblioteca Britànica, amb la paret de vidre fumat de la Biblioteca del Rei al fons.

La Biblioteca es va crear l'1 de juliol de 1973 com a resultat de l'entrada en vigor de la Llei de Biblioteques Britàniques de 1972. Abans d'això, la biblioteca formava part del Museu Britànic, el qual proporcionava la major part dels fons de la nova biblioteca, juntament amb organitzacions més petites que s'hi anaren incorporant (com la National Central Library, la National Lending Library for Science and Technology i la British National Bibliography). L'any 1974 s'hi van afegir funcions que abans exercia l'Oficina d'Informació Científica i Tècnica. El 1982, la Biblioteca i els Registres de l'Oficina de l'Índia i les enquadernacions de l'Office of Public Sector Information es van convertir en responsabilitats de la Biblioteca Britànica. L'any 1983, va absorbir l'Arxiu Nacional de So, que conté més d'un milió de discos i milers de cintes.
El nucli dels fons històrics de la Biblioteca es basa en una sèrie de donacions i adquisicions del segle XVIII. Aquestes es coneixen asmb el nom de les "col·leccions de la fundació", i inclouen llibres i manuscrits de sir Robert Bruce Cotton a principis del segle XVII (ara anomenada Biblioteca Cotton); de sir Hans Sloane; de Robert Harley; de l'Antiga Biblioteca Reial donada pel rei Jordi II del Regne Unit i de la Biblioteca del Rei del rei Jordi III del Regne Unit.
Durant molts anys, les col·leccions es van dispersar per diversos edificis del Central London, a Bloomsbury (dins del Museu Britànic), Chancery Lane, Bayswater i Holborn, amb un centre de préstec interbibliotecari a Boston Spa, a 4 km a l'est de Wetherby a West Yorkshire, i a l'hemeroteca de Colindale, al nord-oest de Londres.
Els plans inicials per a la creació de la Biblioteca Britànica requerien la demolició d'una part integral de Bloomsbury: una franja de set acres de carrers immediatament davant del Museu Britànic, de manera que la Biblioteca es pogués situar just davant seu. Després d'una llarga campanya liderada pel Dr George Wagner, aquesta decisió va ser anul·lada i la biblioteca va ser construïda per John Laing Group en un lloc a Euston Road al costat de l'estació de ferrocarril de Saint Pancras.
Després del tancament de la Sala de Lectura Rodona el 25 d'octubre de 1997, el fons de la biblioteca va començar a traslladar-se a l'edifici de Saint Pancras. Abans d'acabar l'any s'havia obert la primera d'un seguit d'onze noves sales de lectura mentre continuava el moviment del fons. Del 1997 a 2009, la col·lecció principal es va allotjar en aquest nou edifici i la col·lecció de diaris britànics i estrangers es va allotjar a Colindale. El juliol de 2008, la Biblioteca va anunciar que traslladaria els articles de baix ús a una nova instal·lació d'emmagatzematge a Boston Spa i que planejava tancar l'hemeroteca de Colindale, abans de traslladar-se posteriorment a una instal·lació similar al mateix lloc. Des de gener del 2009 fins a l'abril de 2012, més de 200 km de material es van traslladar a l'edifici d'emmagatzematge addicional i ara es distribueix a les sales de lectura de la Biblioteca de Londres a petició mitjançant un servei de transport diari. Les obres de construcció de l'edifici d'emmagatzematge addicional es van completar el 2013 i l'hemeroteca de Colindale es va tancar el 8 de novembre de 2013. La col·lecció ara s'ha dividit entre els edificis de Saint Pancras i Boston Spa. El servei de subministrament de documents de la Biblioteca britànica (BLDSS) i la col·lecció de subministrament de documents tenen la seu a Boston Spa. Les col·leccions allotjades a Yorkshire, que inclouen material de baix ús i les col·leccions de diaris i de documentació, representen al voltant del 70% del material total de la biblioteca. La Biblioteca tenia anteriorment un dipòsit d'emmagatzematge de llibres a Woolwich, al sud-est de Londres, que ja no s'utilitza.
La nova Biblioteca va ser dissenyada especialment per a aquest propòsit per l'arquitecte Colin St John Wilson en col·laboració amb la seva dona MJ Long, que va idear el pla de desenvolupament i construcció posterior. Davant d'Euston Road hi ha una gran plaça que inclou peces d'art públic, com ara grans escultures d'Eduardo Paolozzi (una estàtua de bronze basada en l'estudi de William Blake sobre Isaac Newton) i Antony Gormley. És l'edifici públic més gran construït al Regne Unit al segle xx.
Al mig de l'edifici hi ha una torre de vidre de sis pisos inspirada en una estructura similar a la Biblioteca Beinecke, que conté la Biblioteca del Rei amb 65.000 volums impresos juntament amb altres pamflets, manuscrits i mapes recollits pel rei Jordi III del Regne Unit entre 1763 i 1820. El desembre de 2009, Rosie Winterton va obrir un nou edifici d'emmagatzematge a Boston Spa. La nova instal·lació, amb un cost de 26 milions de lliures, té capacitat per a set milions d'articles, emmagatzemats en més de 140.000 contenidors amb codi de barres i que són recuperats per robots de l'espai d'emmagatzematge amb control de temperatura i humitat.
El divendres, 5 d'abril de 2013, la Biblioteca va anunciar que començaria a desar tots els llocs web amb el domini .uk en un intent de preservar la "memòria digital" del país (que a partir de llavors ascendia a uns 4,8 milions de llocs que contenien 1.000 milions de pàgines web) . La Biblioteca posaria a disposició dels usuaris tot el material a finals de 2013 i vetllaria perquè, a través dels avenços tecnològics, tot el material es preservi per a les generacions futures, malgrat la fluïdesa d'internet.
L'edifici de Saint Pancras va ser inaugurat oficialment per la reina Elisabet II el 25 de juny de 1998, i va ser catalogat de nivell 1 ("d'interès excepcinal") el primer d'agost de 2015 per la seva arquitectura i història. La Biblioteca té plans per obrir en un futur una tercera ubicació a Temple Works, Leeds, també de nivell 1.

## Dipòsit legal
A Anglaterra, la normativa jurídica del dipòsit legal es pot remuntar fins al 1610. La Llei de drets d'autor de 1911 va establir el principi del dipòsit legal, assegurant que la Biblioteca britànica i cinc biblioteques més de la Gran Bretanya i Irlanda tinguessin dret a rebre una còpia gratuïta de cada document publicat o distribuït a l'estat. Les altres cinc biblioteques són: la Biblioteca Bodleiana d'Oxford; la Biblioteca Universitària de Cambridge; la Biblioteca del Trinity College de Dublín; la Biblioteca Nacional d'Escòcia a Edimburg i la Biblioteca Nacional de Gal·les a Aberystwyth. La Biblioteca britànica és l'única que ha de rebre automàticament una còpia de cada document publicat al Regne Unit; les altres tenen dret a aquestes publicacions, però han de sol·licitar-les expressament a l'editor després de saber que han estat o estan a punt de publicar-se, una normativa clarament centralitzadora feta per l'Agència de Biblioteques de Dipòsit Legal.
A més, segons els termes de la llei irlandesa de drets d'autor (la més recent, Llei de drets d'autor i drets relacionats de 2000), la Biblioteca britànica té dret a rebre automàticament una còpia gratuïta de cada llibre publicat a Irlanda, juntament amb la Biblioteca Nacional d'Irlanda, la biblioteca del Trinity College a Dublín, la biblioteca de la Universitat de Limerick, la biblioteca de la Dublin City University i les biblioteques de les quatre universitats constituents de la Universitat Nacional d'Irlanda. La Biblioteca Bodleiana, la Biblioteca de la Universitat de Cambridge i les Biblioteques Nacionals d'Escòcia i Gal·les també tenen dret a còpies del material publicat a Irlanda, però de nou han de fer la sol·licitud formal.
La Llei de Biblioteques de Dipòsit Legal (Legal Deposit Libraries Act 2003) de 2003 va ampliar els requisits de dipòsit legal del Regne Unit als documents electrònics, com ara CD-ROM i llocs web seleccionats.
La Biblioteca també conté col·leccions d'Àsia, Pacífic i Àfrica (APAC) que inclouen els Registres de l'Oficina de l'Índia, documentació relacionada amb l'administració de l'Índia des de 1600 fins a 1947 sota domini britànic.

## Sistema de biblioteques digitals
El 2012, les biblioteques de dipòsit legal del Regne Unit van signar un memoràndum d'entesa per crear una infraestructura tècnica compartida que implementés el Sistema de Biblioteques Digitals (DSL, per les seves sigles en anglès) desenvolupat per la Biblioteca britànica. El DLS s'anticipava al Reglament de les biblioteques de dipòsit legal (obres no impreses) de 2013, una extensió de la Llei de biblioteques de dipòsit legal de 2003 per incloure publicacions electròniques no impreses a partir del 6 d'abril de 2013. Quatre nodes d'emmagatzematge, situats a Londres, Boston Spa, Aberystwyth i Edimburg, enllaçats a través d'una xarxa segura en comunicació constant, repliquen, s'autoverifiquen i reparen les dades de manera automàtica. Un rastreig complet de tots els dominis .uk s'ha afegit anualment al DLS des del 2013, que també conté tota la col·lecció .uk d'Internet Archive de 1996 a 2013. La política i el sistema es basa en el de la Biblioteca Nacional de França, que ha rastrejat (via IA fins al 2010) el domini .fr anualment des del 2006.

## Exposicions
Una gran col·lecció de llibres i manuscrits s'exposen al públic a la Galeria Sir John Ritblat, que està oberta els set dies de la setmana sense cap cost. Alguns dels originals exposats són el poema èpic Beowulf, els Evangelis de Lindisfarne i l'Evangeli de Sant Cuthbert, una Bíblia de Gutenberg, els Contes de Canterbury de Geoffrey Chaucer, Le morte Darthur de Thomas Malory, el diari del capità James Cook, la Història d'Anglaterra de Jane Austen, Jane Eyre de Charlotte Brontë, Alícia en terra de meravelles de Lewis Carroll, Just So Stories de Rudyard Kipling, Nicholas Nickleby de Charles Dickens, Mrs. Dalloway de Virginia Woolf i una sala dedicada exclusivament a la Carta Magna, així com diversos alcorans i articles asiàtics.
A més a més de l'exposició permanent, també hi ha exposicions temàtiques temporals sobre mapes, textos sagrats història de la llengua anglesa i dret, o l'exposició dedicada a la celebració del 800 aniversari de la Carta Magna.

## Col·leccions

### Diaris
La Biblioteca té una col·lecció gairebé completa de diaris britànics i irlandesos des del 1840. Això es deu en part gràcies a la legislació de dipòsit legal de 1869, que obligava als diaris a subministrar una còpia de cada edició d'un diari a la Biblioteca. Les edicions londinenques de diaris nacionals i dominicals es completen fins al 1801. En total, la col·lecció consta de 660.000 volums enquadernats i 370.000 bobines de microfilm que contenen desenes de milions de diaris amb 52.000 títols col·locats en 45 km de prestatgeries. Des de dates anteriors, inclouen la Col·lecció Thomason de Tractats de la Guerra Civil, que comprenen 7.200 diaris del segle XVII, i la Col·lecció Burney de Diaris, amb prop d'un milió de pàgines de diaris de finals del segle XVIII i principis del segle XIX.
La col·lecció de diaris va tenir la seu al districte de Colindale, al nord de Londres, fins al 2013, quan els edificis, que es considerava que oferien condicions d'emmagatzematge inadequades, es van tancar i foren venuts per a la reurbanització. Actualment els fons físics es divideixen entre l'edifici de Saint Pancras (on hi ha les col·leccions Thomason i Burney) i l'edifici de Boston Spa (la major part de les col·leccions, emmagatzemades en una nova instal·lació construïda expressament).
Una proporció important i creixent de la col·lecció es posa ara a disposició dels lectors com a facsímils substituts, ja sigui en format de microfilm o, més recentment, en format digital. El 2010 va començar un programa de deu anys de digitalització de les hemeroteques amb l'empresa editorial DC Thomson, i el novembre de 2011 es va posar en marxa el British Newspaper Archive. L'abril de 2014 es va obrir una sala exclusiva per a la lectura de diaris a Saint Pancras, que inclou instal·lacions per consultar materials microfilmats i digitals i, on no existeix cap substitut, material en paper recuperat del fons de Boston Spa.

### Segells
Les col·leccions filatèliques de la Biblioteca es troben a l'edifici de Saint Pancras. Aquestes es van establir el 1891 amb la donació de la col·lecció Tapling. Actualment comprenen més de 25 col·leccions principals i una sèrie de més petites, que inclouen segells postals i fiscals, targetes postals, assaigs, proves, portades i anotacions, emissions d'exemplars, correus aeris, materials d'història postal, correus oficials i privats, etc., per a gairebé tots els països i períodes. Es poden veure aproximadament 80.000 articles en 6.000 fulls en 1.000 marcs de visualització; 2.400 fulls corresponen a la col·lecció Tapling. La resta de material, que cobreix tot el món, està disponible per als estudiants i investigadors.
Les principals col·leccions són:
- Col·lecció Tapling: Llegada per Thomas Tapling al Museu Britànic el 1891, aquesta col·lecció va ser la base de les Col·leccions filatèliques.[47]
- Arxiu d'impressió filatèlica i de seguretat dels agents de la corona: L'arxiu consta de material filatèlic i escrits que eren els registres de treball dels agents de la Corona britànica. És el registre més complet dels problemes colonials i de la Commonwealth britànics dels darrers 100 anys.[50]
- Biblioteca Crawford: Col·lecció de primers llibres sobre filatèlia formada entre 1898 i 1913 per James Lindsay i adquirida el 1913.[51]
- Arxiu del Departament d'Estampació de la Junta d'Hisenda: La col·lecció conté objectes filatèlia postal i fiscal i els segells d'impostos des de 1710 en endavant.[52]
- Col·lecció Mosely: Es tractra d'una col·lecció de segells de l'Àfrica Britànica formada pel dr Edward Moseley de Johannesburg, Sud-àfrica, que data de 1935 i va ser adquirida el 1946. Després de la Col·lecció Tapling, és considerada l'adquisició filatèlica més important de la Biblioteca a causa del nombre de països representats i del nombre d'articles únics inclosos.[53]
- Col·lecció Kay: Una col·lecció de segells fiscals de la renda colonial britànica fins al 1940. La col·lecció va ser donada al Museu Britànic el 1949 pels fills d'Alexander B. Kay, fundador, juntament amb E.J. Bridger, dels comerciants de segells Bridger i Kay el 1897[54] i una figura destacada de la Societat Filatèlica Fiscal.[49]
- Col·lecció Ewen: Una col·lecció de segells de cartes del ferrocarril britànic dels anys 1891 a 1912 amb fulls, proves i cobertes, recollida pel comerciant de segells i filatèlista britànic Herbert L'Estrange Ewen.[55] Fou adquirida el 1949.
- Col·lecció Fitzgerald: Una extensa col·lecció de segells de correu aeri donada a la Biblioteca Britànica el 1951.[56]
- Col·lecció de la Unió Postal Universal: Col·lecció formada per 93.448 exemplars, que abasta el període des del 1908 i aproximadament 500 administracions postals. Fou adquirida el 1964.[57]
- Col·lecció Bojanowicz: Important col·lecció de segells polonesos i d'història postal de 1938–1946, que inclou el gueto de Łódź, els refugis subterranis, el lloc d'escoltes de Varsòvia, el material del govern polonès a l'exili, el correu dels presoners de guerra i el material de l'Estat Polonès Clandestí. Fou donada el 1966.
- Col·lecció Chinchen: Donada per Barry Chinchen, consisteix en una col·lecció única de segells de l'illa anglesa de Lundy. Fou adquirida el 1977.[58]
- Col·lecció Fletcher: Col·lecció de Hugh Greenwell Fletcher de segells de correus britànics i segells britànics utilitzats a l'estranger, incloent sobreimpressions i articles no segellats com ara papereria postal. A la seva mort el 1968, la col·lecció va ser llegada al Bruce Castle Museum de Tottenham i el 1989 fou donada a la Biblioteca britànica.[59]
- Col·lecció Davies: Una col·lecció de segells fiscals de Líbia per al període 1955-1969 formada a partir de l'arxiu Bradbury Wilkinson i donada per J.N. Davies el 1992.[60]
- Col·lecció del Ministeri d'Afers Estrangers i de la Commonwealth: Un arxiu format per instruccions de la Secretaria d'Estat per a les Colònies el 23 d'abril de 1890 a tots els territoris sota la seva autoritat. La intenció era tenir un registre de tots els segells, targetes postals, sobres en relleu i embolcalls de diaris colonials. L'arxiu es va tancar el 1992 i es va traslladar a la Biblioteca britànica.[61]
- Col·lecció Kaluski: Col·lecció de segells postals i història postal de Polònia des del 1835 fins al 2002 recopilada per Janusz Kaluski.[62]

A més de totes aquestes col·leccions, la biblioteca adquireix de manera activa literatura sobre el tema. Això fa de la Biblioteca britànica un dels principals centres d'investigació filatèlica del món.

### Altres
- Projecte Dunhuang: El Projecte Internacional Dunhuang (IDP per les seves sigles en anglès) és un esforç de col·laboració internacional per conservar, catalogar i digitalitzar manuscrits, textos impresos, pintures, tèxtils i estris de les coves de Mogao, al marge del desert del Gobi, a la ciutat de Dunhuang i diversos altres jaciments arqueològics a l'extrem oriental del Ruta de la Seda.[64] El projecte va ser establert per la Biblioteca britànica el 1994,[65] i ara inclou vint-i-dues institucions de dotze estats diferents.El febrer de 2021, la base de dades en línia de l'IDP constava de 143.290 entrades de catàleg i 538.821 imatges. La majoria dels manuscrits són textos escrits en xinès, però hi ha més de quinze sistemes d'escriptura i idiomes diferents,[66] que inclouen  el brahmi, el kharosthi, el saka, el sànscrit, el tangut, el tibetà o l'uigur antic.[67][68]
- The Theatre Archive Project: És un projecteper reinvestigar la història del teatre britànic des del 1945 fins al 1968, tant des de la perspectiva de l'espectador com del practicant. El projecte és una col·laboració entre la Biblioteca britànica i la Universitat De Montfort i finançat per l'Arts and Humanities Research Council (AHRC).[69]
- Amics de la Biblioteca Britànica: Els Amics de la Biblioteca britànica és una organització benèfica registrada al Regne Unit[70] amb el prpòsit de proporcionar finançament en forma de subvencions a la Biblioteca Britànica per tal que pugui adquirir nous articles i col·leccions, equipaments, instal·lacions i orgoanitzar exposicions.[71]
- Incunables Short Title Catalog: És una base de dades bibliogràfica electrònica mantinguda per la Biblioteca britànica que pretén catalogar tots els incunables coneguts. La base de dades enumera els llibres per edicions individuals, registrant els detalls bibliogràfics estàndard de cada edició, així com un breu cens dels exemplars coneguts, organitzats per ubicació. Actualment té registres de més de 30.000 edicions.[72]
- Centre d'Assessorament per a la Preservació de la Biblioteca britànica: El Centre tenia com a objectiu crear una política estratègica per preservar les col·leccions actuals de les biblioteques al Regne Unit i Irlanda, i va abordar els problemes sorgits a mesura que les col·leccions digitals evolucionaven.[73] El centre va tancar el 31 de març de 2014 i totes les publicacions i recursos es van transferir a les pàgines web de la British Library Collection Care.
- DataCite: És una organització internacional sense ànim de lucre que té com a objectiu millorar la citació de dades per tal de facilitar l'accés a les dades de recerca a internet; augmentar l'acceptació de les dades de recerca com a contribucions legítimes i citables al registre acadèmic; donar suport a l'arxiu de dades que permetrà verificar els resultats i tornar a proposar-los per a estudis futurs.[74]
- Endangered Archives Program: És un programa que té la finalitat de preservar el patrimoni cultural on els recursos poden ser limitats. Cada any, l'EAP atorga subvencions a investigadors per identificar i preservar arxius culturalment importants mitjançant la digitalització in situ, d'aquesta manera el material d'arxiu original no surt del país d'origen, i els projectes sovint incorporen formació local i desenvolupament professional. El programa se centra en el material creat abans de mitjans del segle xx.[75]

## Peces més destacables
Les peces més destacables, d'entre moltes altres, inclouen:

### 1300 aC – segle V dC

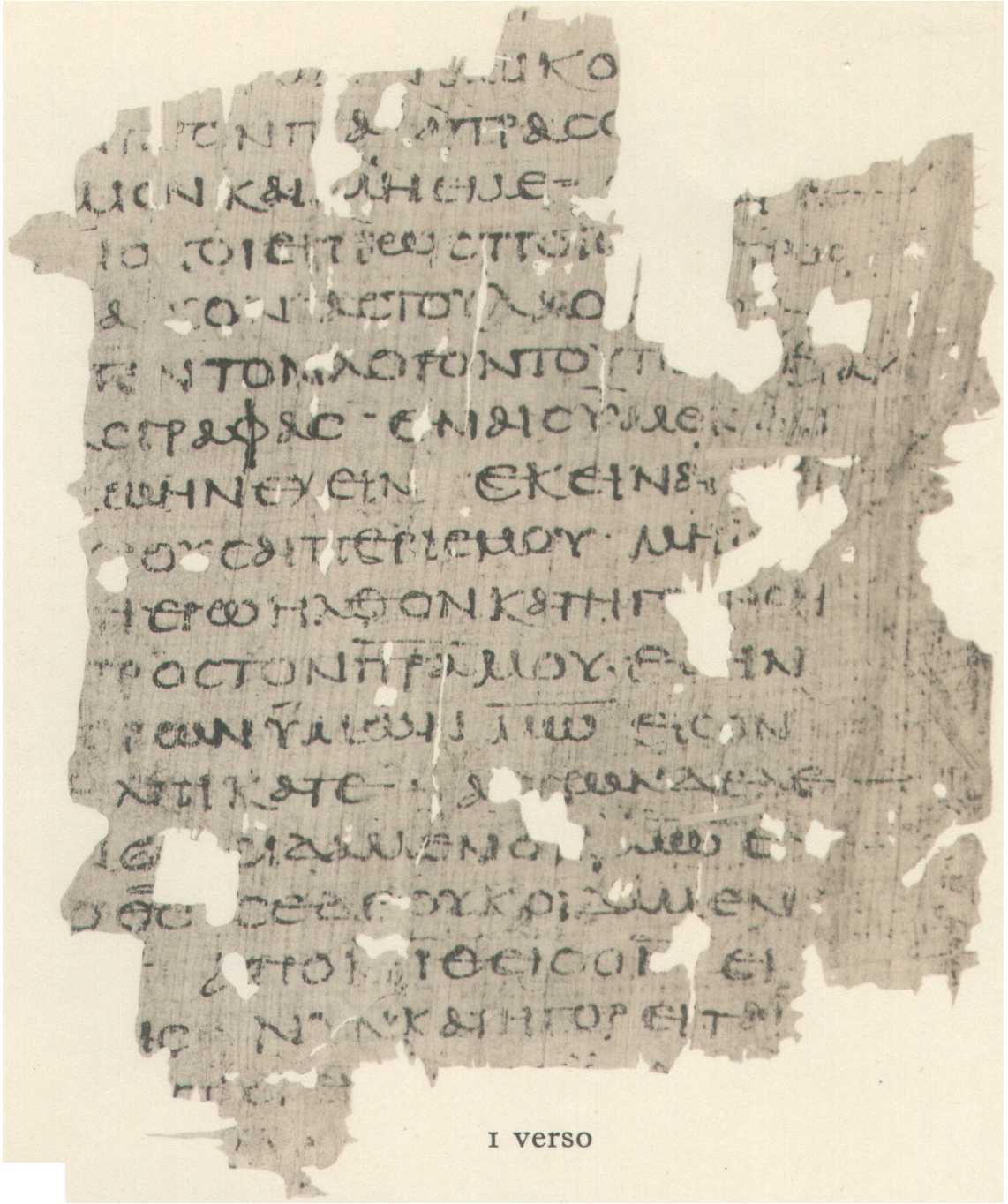
Papir Egerton 2.

- Més de 450 ossos oraculars xinesos de la dinastia Shang, els objectes més antics de la Biblioteca (1300-1050 aC)
- Constitució d'Atenes, obra de papir que descriu la constitució de l'Atenes clàssica per un grup de treball dirigit per Aristòtil, d'Hermúpolis Magna, Egipte (78–100 dC)
- Set rotlles fragmentats dels papirs d'Herculà que van sobreviure a l'erupció del Vesuvi, (abans del 79 dC)[100]
- De bellis macedonicis, fragment d'un còdex llatí que registra les guerres de Macedònia en una forma primerenca d'escriptura uncial (segles I-II dC)
- Les primeres còpies manuscrites de les obres de teatre gregues antigues de Sòfocles i d'Homer, formen part dels Papirs d'Oxirinc (segle ii)
- Textos budistes de Gandhāran, alguns dels manuscrits budistes més antics descoberts fins ara (segles I-III dC)
- Un dels papirs més llargs i millor conservats de les obres literàries d'Homer que sobreviuen de l'antiguitat, i que conté la major part del text del llibre final de la Ilíada (segle ii)
- Papir Egerton 2, un fragment de papir escrit en grec, provinent d'Egipte, que conté episodis de la vida de Jesús (segle ii). Va ser comprat pel Museu Britànic el 1934.Palau, Begonya «La tradició de Jesús fora dels evangelis canònics». Revista catalana de teologia, 38, 1, 2013, pàg. 155–185. ISSN: 0210-5551.
- Seixanta-sis cartes índies sobre plaques de coure, incloses les de Chamak i dos grups similars de plaques de Java,[78] (segle I aC - segle XIII dC)
- Fragments del manuscrit Spitzer, el manuscrit sànscrit més antic descobert fins ara, procedent de les coves de Kizil, Xina (200–230 dC)
- Papyrus Oxyrhynchus 208 + 1781, còpia primerenca de l'Evangeli segons Joan del Nou Testament, descobert a Oxirinc, Egipte (principis segle III dC)[79]
- Els primers textos substancials escrits en sogdià, llengua antigament parlada a la zona al voltant de Samarcanda als actuals Uzbekistan i Tadjikistan (313–314 dC)
- 347 fulls del Còdex Sinaiticus, la part principal del segon manuscrit més antic del món de la Bíblia escrit en grec koiné (330–360 dC)[80]
- Cartes de Cebrià de Cartago, tres fragments de les epístoles de Sant Cebrià en escriptura uncial, part d'un còdex llatí de Cartago, a l'actual Tunísia (finals del segle IV dC)[81]
- Còdex Alexandrinus, un dels quatre grans còdexs en gran uncial que conté la majoria de l'Antic Testament i el Nou Testament, és un dels més antics i més completes còpies de la Bíblia en grec.(segle V dC)
- Manuscrit de Jacob, el segon manuscrit siríac més antic existent i el còdex més antic en qualsevol idioma que porta una data, escrit a mà per l'escrivà Jacob (411 dC)[82]
- Evangelis curetònics , manuscrit dels quatre evangelis del Nou Testament en siríac antic (c. 450–470 dC)
- Fragments del Cotton Genesis, còpia manuscrita il·luminada de luxe del Llibre del Gènesi i un dels còdexs bíblics il·lustrats més antics (segles IV al V dC)
- Un full del Còdex Palatinus, llibre d'evangeli llatí escrit sobre vitel·la tenyida de violeta amb tinta d'or i plata (segle V dC)
- Plaques d'or de Maunggun, dues tires d'or trobades a Maunggun, ciutat estat pyu, escrites en l'antiga escriptura Pyu i entre els primers textos budistes descoberts a Myanmar, donades per Sir Frederick Fryer, tinent governador britànic de Birmània (segle V dC)[83]
- Set infolis d'un manuscrit que conté el text sànscrit del Sutra del Lotus en escriptura Sharada de Gilgit, el primer manuscrit en paper del sud d'Àsia (segles V-VII dC)[110]
- El primer manuscrit siríac amb el text complet Peixitta del Nou Testament (segles V-VI dC)

### Segles VI a VIII

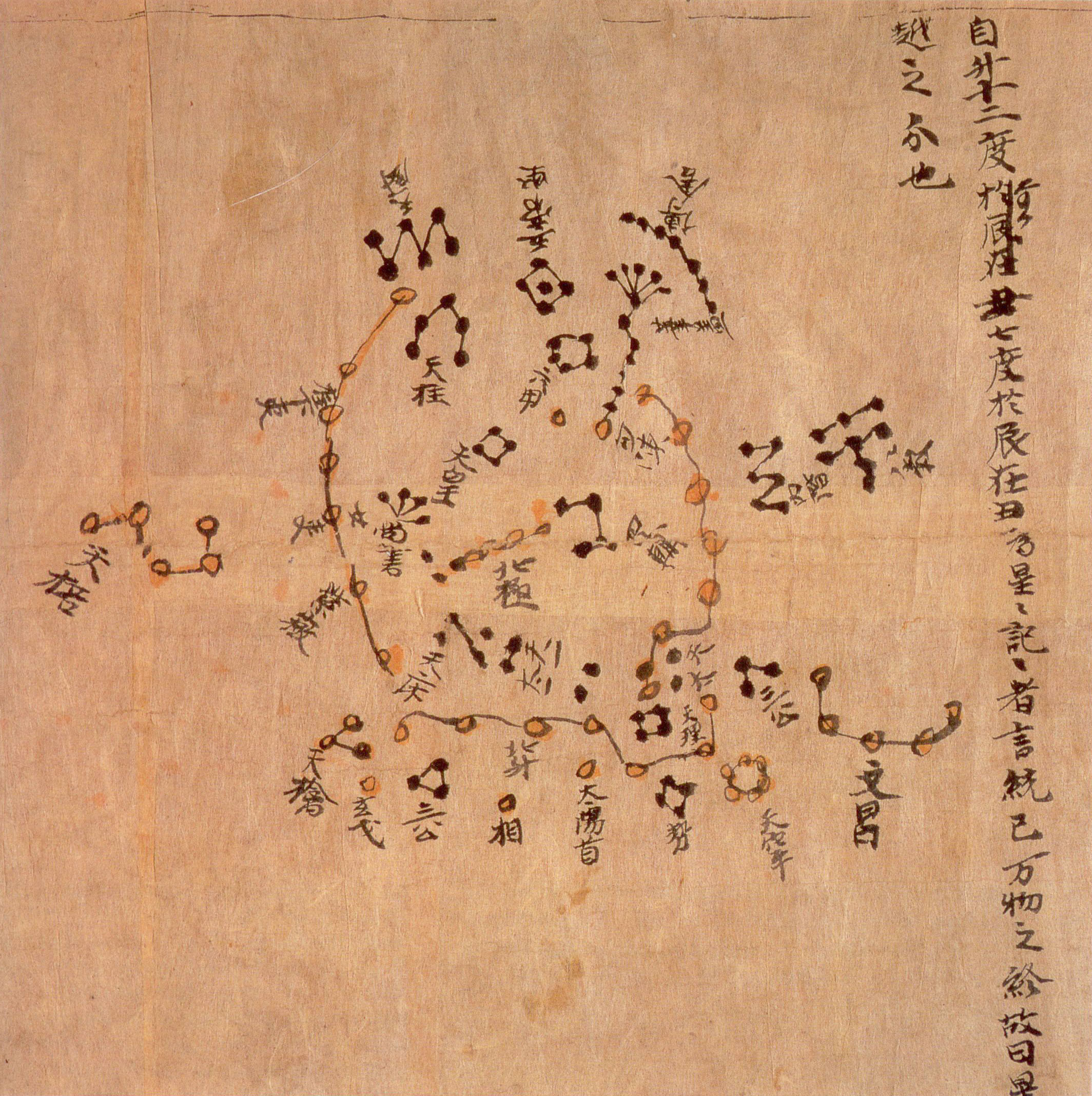
Detall del Mapa celeste de Dunhuang que mostra la regió polar.

- Les Epístoles siríaques, un manuscrit siríac del Nou Testament, sobre pergamí (528–534 dC)
- El Codex Harleianus, un dels primers manuscrits del Nou Testament en llatí (550)[84]
- El Codex Nitriensis, un manuscrit grec del Nou Testament que conté l'Evangeli segons Lluc procedent del monestir de Santa Maria Deipara al desert de Nitria, actual Egipte (c. 550)
- El Papir de Ravenna, un rotllo de papir de 2,5 m de llarg escrit en llatí tardà en escriptura cursiva que conté testaments, donacions, arrendaments i vendes de terres de l'església (del 3 de juny de 572)[85]
- Quatre fulls del Còdex Purpureus Petropolitanus, un manuscrit grec dels Evangelis escrit sobre pergamí morat amb tinta platejada i daurada (segle VI)
- Les London Canon Tables, un fragment del llibre de l'Evangeli il·luminat romà d'Orient sobre vitel·la del segle VI o VII. Possiblement fet a Constantinoble abans del període iconoclasta (segle VI)
- El Dunhuang Go Manual, el primer manuscrit supervivent del joc de tauler estratègic de Go procedent de Dunhuang, Xina (segle VI)
- El Còdex Askewianus, un manuscrit en escriptura copta que conté traduccions de l'evangeli apòcrif de contingut gnòstic Pistis Sophia, és un dels tres còdexs supervivents que contenen còpies completes de tots els escrits gnòstics (c. segle VI)
- Tres infolis de l'Uncial 070, un manuscrit uncial diglot grec-copte del Nou Testament procedent del monestir blanc d'Egipte (segle VI)
- Còpies manuscrites del Laṅkāvatāra Sūtra en les llengües xinesa i tibetà clàssic procedent de Dunhuang, Xina (segles VII al IX)
- La Bíblia de Ceolfrid, fragment d'una de les tres Bíblies d'un sol volum ordenades per l'abat anglosaxó Ceolfrid i estretament relacionada amb el Còdex Amiatinus (finals del segle VII - principis del VIII)
- El Mapa celeste de Dunhuang, una de les primeres representacions gràfiques conegudes d'estrelles de l'antiga astronomia xinesa (700)
- Els Evangelis de Lindisfarne, uns manuscrits escrits en llatí, il·luminats que contenen els Evangelis de Mateu, Marc, Lluc i Joan escrits a Lindisfarne. És considerat un dels millors exemplars d'art religiós a Anglaterra (715–720)
- Els Evangelis reials d'Athelstan, un llibre d'Evangeli il·luminat anglosaxó amb decoració merovingia, estretament relacionat amb els evangelis de Lindisfarne (700–749)
- L'Evangeli de St Cuthbert, un llibre d'evangeli de Northumbria amb l'enquadernació occidental més antiga (principis del segle VIII)
- El Còdex Beneventanus, còdex il·luminat que conté un llibre de l'Evangeli per al monestir de San Vincenzo al Volturno prop de Benevent, Itàlia (739–760)
- El Hyakumantō Darani o "Un milió de pagodes i oracions de Dharani", un gravat imprès al Japó i considerat el primer text conegut imprès per mitjans mecànics en aquest país. (764)
- El Tiberius Bede, un manuscrit il·luminat de la Historia ecclesiastica gentis Anglorum de Beda, produït a l'abadia de Monkwearmouth–Jarrow (segle VIII)
- L'Evangelis d'Otho-Corpus, fragments d'un Evangeli insular, la pàgina millor conservada que representa un retrat evangelista del Lleó de Sant Marc (segle VIII)
- El Saltiri Vespasià, un saltiri il·luminat anglosaxó pertanyent a un grup de manuscrits del sud d'Anglaterra conegut com el grup de Tiberi, que inclou el Tiberius de Beda i el Llibre de Nunnaminster (finals del segle VIII)
- El London Gospel Book, llibre de butxaca il·luminat dels quatre evangelis amb retrats d'evangelista, fet a Irlanda amb addicions anglosaxones posteriors (finals del segle VIII)
- El Moralia in Job de Gregori el Gran i Obres teològiques d'Agustí d'Hipona, Sant Jeroni i Commodià, dos manuscrits teològics produïts a Laon, França i Nonantola, Itàlia respectivament (finals del segle VIII)
- La Crònica mossàrab, minúscula visigòtica escrita pel un cronista mossàrab anònim a Al-Àndalus, amb la referència més antiga coneguda en llatí a "europeus" (europenses) (finals del segle VIII)[86]
- Un dels còdexs de l'Alcorà més antics i complets del món, escrit en escriptura Hijazi i procedent del Hijaz, Aràbia Saudita (segle VIII)[87]

### Segles IX a X

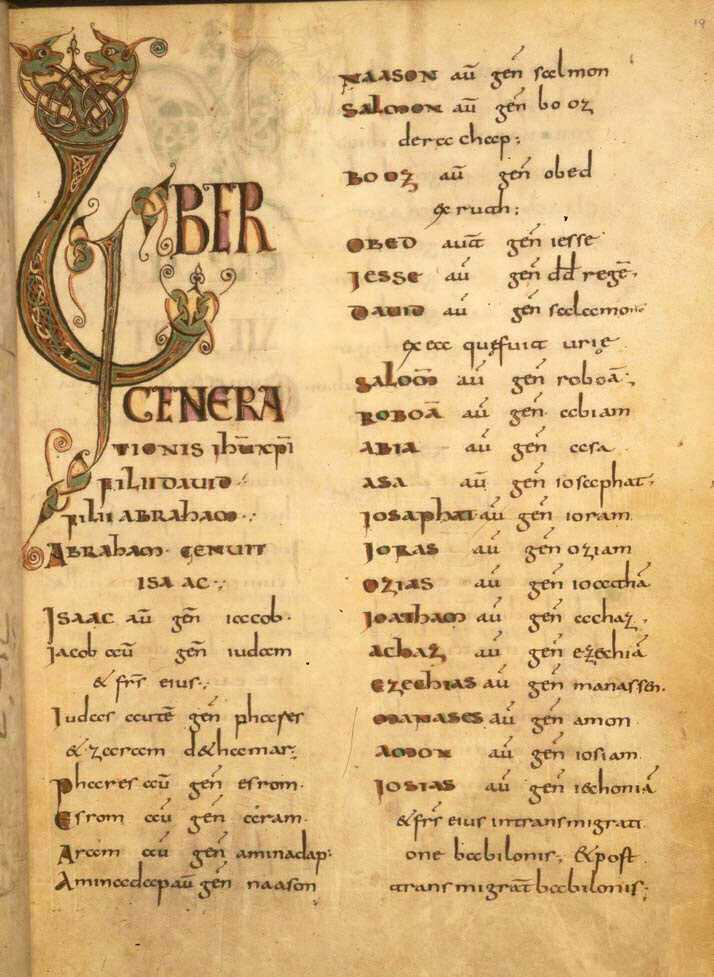
Foli 19 dels Evangelis de Schuttern, que marca l'inici de l'Evangeli segons Mateu.

- Els Evangelis de Schuttern, un primer llibre d'evangeli il·luminat produït a l'abadia benedictina de Schuttern, Alemanya (principis del segle IX)
- El saltiri d'Athelstan, petit llibre de salms fet a prop de Reims, propietat del rei Etelstan de Wessex i donat a la catedral de Winchester (principis del segle IX)
- El Durham Liber Vitae, un llibre que registra els noms dels visitants, sovint visitant-lo en qualitat de pelegrí, de l'església del bisbat de Durham, i les seues predecessores de Lindisfarne i Chester-le-Street (inicis del segle IX)
- Els Evangelis Harley Golden, manuscrit il·luminat carolingi escrit amb tinta daurada, produït a Aquisgrà, Alemanya (800–825)
- La còpia més antiga que es conserva del De Architectura de Vitruvi, manuscrit carolingi fet a l'scriptorium a la cort de Carlemany a Aquisgrà, Alemanya (800–825)
- Anals tibetans, el document històric més antic que es conserva en tibetà antic, que cobreix el període del 643 al 764 dC (800–840)
- El Harley Aratea, una còpia carolíngia de Phaenomena Aratea del poeta grec Arat, amb vint-i-dues representacions a pàgina sencera de les constel·lacions en cal·ligrama, de Reims, França (820)
- L'Evangeli Fridugisus, un llibre d'evangeli llatí carolingi il·luminat produït a l'abadia de Fredegís de Tours amb enquadernació original d'orfebreria (820–830)
- La bíblia de l'abadia de Moutier-Grandval, una de les tres bíblies il·lustrades que contenen el text de la Vulgata feta a l'scriptorium de Tours al segle IX, França (840)
- El saltiri de Lotari, sumptuós manuscrit carolingi amb enquadernació original que proporciona un gran medalló de plata daurada de l'emperador Lotari I (840–855)[88]
- Una còpia primerenca de l'Alcorà en escriptura cúfica, amb inicis d'elements d'il·luminació i decoració àrabs, possiblement de Kufa, Iraq (850)
- El Sutra del diamant, el llibre imprès datat més antic del món, l'11 de maig de 868.[89][90]
- El Còdex Ulmensis, manuscrit en escriptura carolíngia que conté les epístoles i l'Apocalipsi, produït al centre monàstic de Sankt Gallen, Suïssa, sota l'abat Harmut (872–878)[91]
- L'Evangeli de Bodmin, llibre d'evangelis il·luminat copiat a Bretanya i propietat del Priorat de St Petroc de Bodmin, Cornualla, amb un registre de l'alliberament dels esclaus introduït en algunes pàgines (875)
- Una còpia anglosaxona de l'Historiae Adversus Paganos de Pau Orosi amb inicials zoomorfes ampliades, produïda a l'scriptorium de la catedral de Winchester, Anglaterra (892–925)[92]
- Llibre de l'Evangeli de Marmoutiers, un manuscrit il·luminat bretó que barreja estils insulars i carolingis, tot i que la decoració és més senzilla i de forma més geomètrica que la que es troba als manuscrits insulars, França (finals del segle IX)
- El Codex Seidelianus I, un manuscrit uncial grec format per 252 fulls de pergamí que conté els quatre Evangelis (segle IX)
- L'Irk Bitig o Llibre dels auguris procedent de les coves de Mogao a Dunhuang, Xina, l'únic text manuscrit complet conegut escrit en escriptura turca antiga (segle IX)
- Evangelis d'Elisha, un dels primers evangelis escrits en llengua armènia (c. 900)
- L'Evangeli d'Etelstan, un llibre d'evangelis il·luminat otonià regalat a Etelstan, rei dels anglosaxons, que al seu torn el va oferir a la catedral de Canterbury (finals del segle IX o principis del X)
- El Testament de Ba, un manuscrit escrit en tibetà antic que marca l'establiment del budisme Vajrayana al Tibet i la fundació del monestir de Samye durant el regnat del rei Trisong Detsen (segles IX-X)[93]
- El Passionarium Hispanicum, un martirologi il·luminat en minúscula visigòtica procedent del monestir de San Pedro de Cardeña prop de Burgos, Espanya, (911)[94]
- El Nou Testament Guest-Coutts, un manuscrit il·luminat romà d'Orient del Nou Testament en grec, amb coberta de plata daurada, Constantinoble (mitjans del segle X)
- El Leechbook de Bald o Medicinale Anglicum, un manuscrit en anglès antic relatiu a remeis, diagnòstics i encants mèdics (mitjans del segle X)
- El Benediccionari de St Æthelwold, l'obra supervivent més important de l'escola d'il·luminació anglosaxona de Winchester (963–984)[95]
- El New Minster Charter, un manuscrit il·luminat anglosaxó que probablement va ser compost pel bisbe Æthelwold i presentat a la catedral de Winchester pel rei Edgar l'any 966 dC per commemorar la reforma benedictina.[96]
- El rotlle Lei feng ta, un document imprès trobat a la pagoda Leifeng a Hangzhou, Xina (975)
- El saltiri de Ramsey, un saltiri il·luminat anglosaxó fet per al monestir benedictí de l'abadia de Ramsey pel seu fundador Sant Oswald (finals del segle X)[97]
- El saltiri de Bosworth, el manuscrit anglès més antic que inclou tots els textos importants de l'oficina benedictina de Bosworth Hall, Leicestershire (finals del segle X)[98]
- L'única còpia manuscrita del poema Beowulf, un dels quatre manuscrits de poesia anglosaxona existents (975–1025)[99]
- El Còdex de Londres i la Primera Bíblia Gaster, dos dels còdexs bíblics hebreus més antics que es conserven (segle X)
- Xuastvanift, un text maniqueu escrit en llengua uigur antiga que conté una pregària de penediment (1000)

### Segles XI a XII

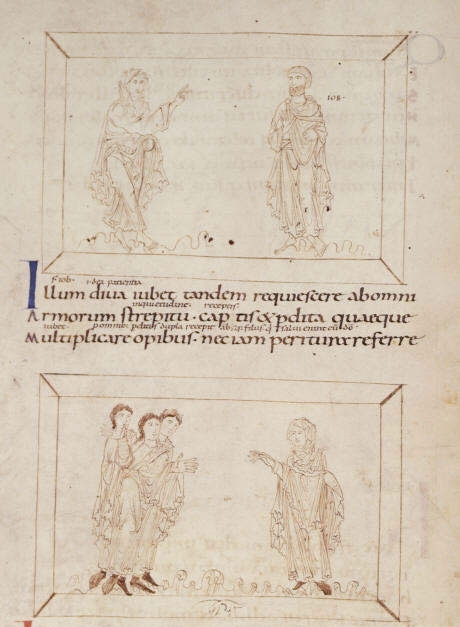
Psychomachia del poeta llatí Prudenci, part 1, segle X.

- Una còpia il·lustrada del Psychomachia o Batalla de l'ànima del poeta llatí Prudenci, la primera obra al·legòrica de la literatura europea (finals del segle X-inicis del segle XI)
- Set dels nou manuscrits supervivents de la Crònica anglosaxona (segles X-XII)
- El Cartulari de Hemming, un cartulari manuscrit i altres registres de la terra, recollit per un monjo anomenat Hemming a la catedral de Worcester al voltant de l'època de la conquesta normanda d'Anglaterra (segles X-XII)
- L'Evangeli Burney, còpia il·luminada dels evangelis grecs pel mestre Kokkinobaphos, fou propietat de la família imperial Comnens a Constantinoble (segles X-XII)[100]
- L'Evangeli de Grimbald, llibre d'evangeli de luxe amb inicials d'or i decoració de plata fet per l'escriba Eadwig Basan, monjo de la catedral de Canterbury, que porta el nom de Grimbald de Saint-Bertin (1012–1023)
- Una còpia manuscrita del Liber Scintillarum o Llibre de les espurnes, antologia patrística de dites bíbliques en llatí de la catedral de Rochester (1015)
- El saltiri Harley, la més antiga de les tres còpies medievals supervivents del saltiri carolingi d'Utrecht (1020–1040)
- Els Evangelis Harley Echternach i Egerton Echternach, dos llibres d'evangelis profusament il·luminats produïts a l'abadia d'Echternach, Luxemburg (1025–1075)[135][136]
- El New Minster Liber Vitae, llibre produït a Winchester que registra els noms dels visitants de la catedral amb una cèlebre imatge del rei Canut el Gran i la reina Emma de Normandia (1031)
- L'Encomium Emmae Reginae, un encomi profusament il·lustrat en honor de la reina Emma de Normandia, consort dels reis Etelred l'Indecís i Cnut el Gran, i mare dels reis Hardecanut i Eduard el Confessor (1041).[101]
- El Leccionari Adalricus Peccator, epistolari il·luminat amb inscripcions daurades d'Adalricus Peccator de l'abadia de Lorsch, Alemanya (1000–1050)[102]
- Els saltiris Tiberius i Stowe, dos dels quatre saltiris supervivents produïts a la catedral de Winchester al voltant de la conquesta normanda d'Anglaterra (c. 1050)
- El saltiri Teodor, un dels manuscrits il·luminats romans d'Orient més rics que han sobreviscut, va ser copiat i pintat pel monjo Teodor del monestir d'Estúdion de Constantinoble. (1066)
- El Còdex de les vides dels sants en escriptura georgiana del monestir de la Creu, Jerusalem, incloses còpies úniques d'obres de Ciril d'Escitòpolis i Atanasi d'Alexandria (segle XI)
- L'Hexateuch, traducció del període anglosaxó tardà dels sis llibres de l'Hexateuch a l'anglès antic, feta sota la tutela d'Aelfric d'Eynsham (segle XI)
- Bíblies medievals gegants com la Bíblia d'Arnstein, la Bíblia Floreffe, la Bíblia de Montpeller, la Bíblia de Parc Abbey, la Bíblia de Rochester,[103] la Bíblia de Stavelot i la Bíblia de Worms (segles XI-XII)
- Un glossari llatí-còrnic antic, glossari amb el text complet més antic en llengua còrnica (segles XI-XII)
- El saltiri de Mar Saba, llibre romà d'Orient de salms amb miniatures a pàgina sencera del monestir de Mar Saba prop de Jerusalem, (1090 dC)[104]
- El Silos Apocalypse, un comentari a l'Apocalipsi procedent del monestir de Santo Domingo de Silos, Burgos (1091–1109)
- L'Evangeli Préaux, una còpia de luxe dels Quatre Evangelis produïda sota la direcció de l'abat Ricard de Fourneaux, alumne d'Anselm de Canterbury, a l'abadia benedictina de St Pierre a Les Préaux, Normandia (inicis del segle XII)
- Saltiri de Shaftesbury, un Llibre dels Salms il·luminat fet per al monestir de l'abadia de Shaftesbury a Dorset, que potser fou propietat d'Adela de Lovaina, vídua d'Enric I d'Anglaterra (1125–1150)
- El Cartulari de Quimperlé de l'abadia de la Santa Creu de Quimperlé, font important per a la història de Bretanya durant l'edat mitjana (1125-1150)
- El saltiri de Melisenda, un manuscrit il·luminat per la reina Melisenda de Jerusalem (c. 1135)
- L'Evangeli de Máel Brigte o d'Armagh, llibre d'evangelis il·luminat amb glossa produït per l'escriba anomenat Máel Brigte úa Máel Úanaig d'Armagh, Irlanda (1138–1139)
- Un full del saltiri d'Eadwine, un dels saltiris més decorats de l'Anglaterra medieval, que porta el nom de l'escriba Eadwine, un monjo de la catedral de Canterbury (1155–1160)
- L'Evangeli de Simeó, evangelis escrits en una forma primitiva de l'escriptura armènia per un monjo anomenat Simeó, recollits pel viatger William B. Barker (1166)
- Un fragment del luxós saltiri del duc de Saxònia i de Baviera Enric el Lleó amb text escrit en or sobre pergamí morat i escenes de mesos i signes del zodíac (1168–1189)
- El rotlle de Guthlac, una tira de pergamí que conté 18 rotlles que representen la vida d'un sant anglosaxó, procedent de l'abadia de Crowland, Lincolnshire (1175–1215)
- El saltiri de Winchester, un saltiri il·luminat romànic fet per a l'abat Enric de Blois, germà del rei Esteve d'Anglaterra (segle XII)
- El Rotlle del jardí del general, traducció manuscrita única en escriptura tangut d'un text militar xinès, recollit de la ciutat fortalesa abandonada de Khara-Khoto per l'arqueòleg Aurel Stein el 1914 (segle XII)
- Els Annals d'Egmond Abbey, la primera còpia manuscrita en llatí dels annals de l'Abadia d'Egmond, al poble d'Egmond-Binnen, una font significativa per a la història primerenca dels Països Baixos (finals del segle XII/inicis del XIII)
- El saltiri de Westminster, un manuscrit il·luminat encarregat per l'abat de Westminster i el saltiri més antic que es conserva a l'abadia de Westminster (c. 1200)

### Segle XIII

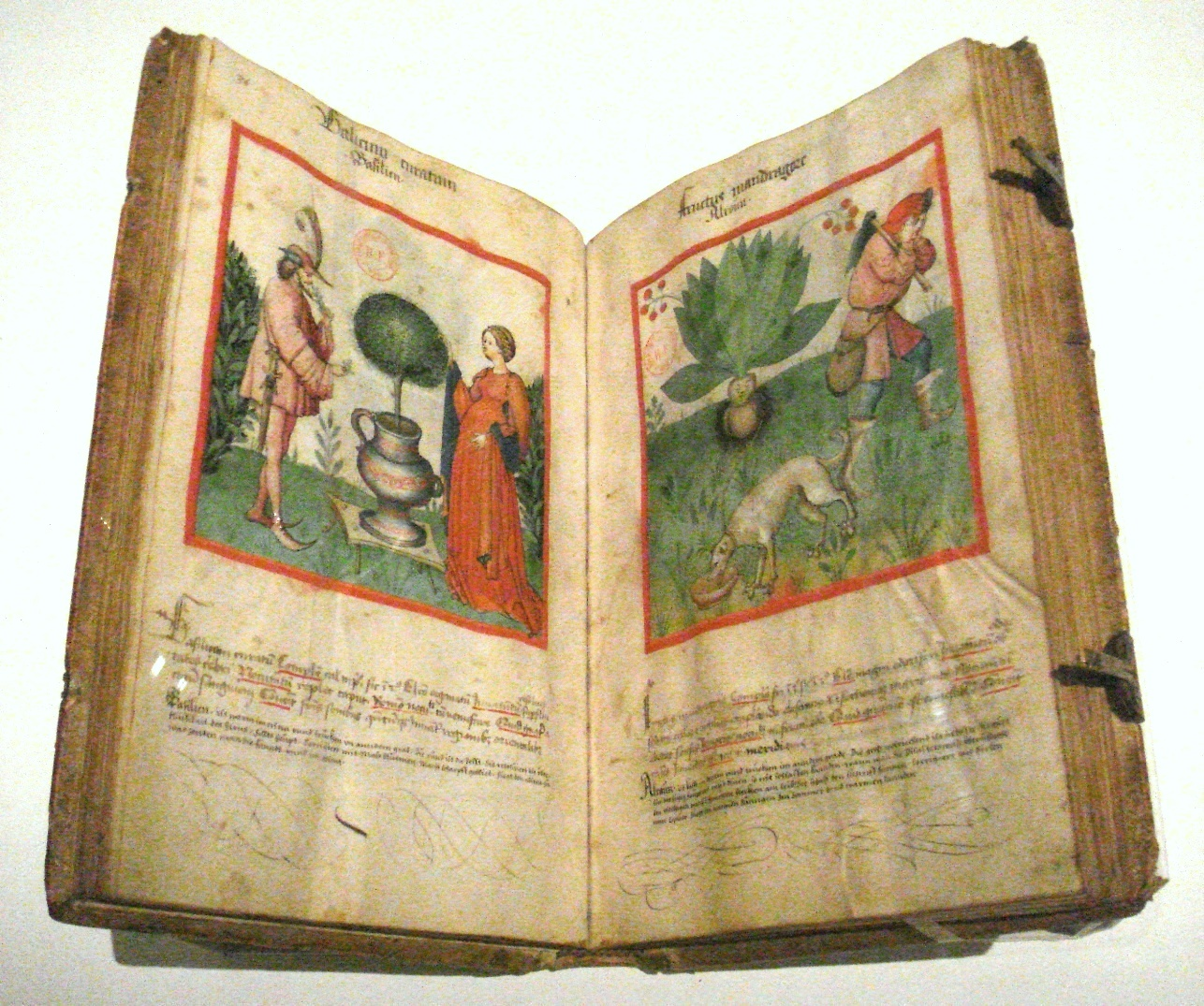
El tractat de salut Tacuinum sanitatis.

- Els Evangelis Avag Vank, un manuscrit profusament il·luminat dels Quatre Evangelis en llengua armènia, a l'est de Turquia (1200–1201)
- El Tacuinum sanitatis o "El manteniment de la salut", un resum mèdic escrit per Ibn Butlan en àrab per a adh-Dhàhir Ghazi, tercer fill de Saladí (1213)
- Dos exemplars de la primera edició de la Carta Magna dels 4 exemplars restants (1215)
- El bestiari de Rochester, un manuscrit ricament il·luminat d'un bestiari medieval que descriu l'aparença i els hàbits d'animals familiars i exòtics, tant reals com llegendaris, Rochester, Kent (1220–1230)[105]
- Una reedició de la Carta del Bosc que restablia als camperols lliures els drets d'accés al bosc reial (1225)
- Els Annals de Boyle, un crònica medieval irlandesa de l'illa Trinity a Lough Key prop de Boyle, Irlanda (1235)
- Part de la Bíblia moralitzada Oxford-París-Londres, un manuscrit il·luminat de luxe encarregat per Blanca de Castella per a Margarida de Provença (1230–1245)
- El De Brailes Hours, el primer llibre d'hores anglès que es conserva, fou propietat de Charles Dyson Perrins (1240)[106]
- El Mahzor Vitry, un manuscrit litúrgic escrit en escriptura asquenazita, compendi únic d'oracions jueves durant tot l'any segons el ritu nord francès i una sèrie de lleis sobre pràctiques quotidianes (1242)
- El salteri Felbrigge, un manuscrit il·luminat amb la primera enquadernació brodada en un llibre anglès, procedent de Felbrigg Hall, Norfolk (mitjans del segle XIII)
- La tercera part de la Chronica Majora de Mateu de París, un monjo benedictí i cèlebre historiador de l'abadia de Sant Albà (1254–1259)
- El saltiri de Rutland, un primer exemple existent de saltiri anglès amb una àmplia imatgeria marginal, Londres (1260)[107]
- El Sumer és icumen in, una còpia manuscrita d'una composició musical composta a l'abadia de Reading, la ronda musical més antiga coneguda fins ara, amb paraules en anglès mitjà (1261–1265)
- Les Cròniques de Mann, un manuscrit llatí medieval que relata la història primerenca de l'illa de Man (1262)
- El saltiri d'Oscott, un manuscrit anglès amb escenes de la Bíblia i algunes de les pintures de més qualitat d'aquest període (1265–1270)[108]
- El rotlle Dering, l'armorial anglès més antic que sobreviu en la seva forma original (1270–1280)
- El saltiri Grandisson, antigament propietat de John Grandisson, bisbe d'Exeter i llegat a la princesa Isabel, filla gran del rei Eduard III d'Anglaterra (1270–1280)
- Un Hagadà hispano-moresc, manuscrit il·luminat de la Hagadà de Péssah amb seixanta-sis il·lustracions a pàgina sencera que representen episodis de l'Èxode, fet a Castella (1280)[109]
- El breviari de Coldingham, un llibre litúrgic il·luminat fet per al priorat benedictí de Coldingham, Escòcia (1275–80)
- El Mussol i el rossinyol, és el primer exemple en anglès mitjà d'una forma literària coneguda com a poesia de debat o concurs de versos (1275–1300)[110]
- La Miscel·lània francesa, un important manuscrit il·luminat hebreu que conté una àmplia gamma de textos en hebreu procedent de França (1278–1298)
- El saltiri d'Alfons, un manuscrit il·luminat ornamentat fet per al príncep Alfons, novè fill d'Eduard I d'Anglaterra i Elionor de Castella, pel seu compromís amb Margarida, filla de Florenci V d'Holanda (1284)
- Una Col·lecció de comentaris de la Mixnà de l'erudit rabínic Isaac ben Melquisedec de Sipont, Itàlia (1287–1288)
- L'epistolari de la Santa Capella, una col·lecció il·luminada de passatges de l'Evangeli llegits durant la producció en sèrie per a la Santa Capella de París (finals del segle XIII)[111]
- La Bíblia de Fécamp, una bíblia il·luminada en gran part intacta originària de l'abadia de Fécamp, Normandia (finals del segle XIII)
- Una còpia del Kitāb Ṣuwar al-kawākib al-thābitah d'Abd-ar-Rahman as-Sufí, una descripció il·lustrada de les quaranta-vuit constel·lacions clàssiques de l'Almagest de Ptolemeu (segle XIII)
- La crònica de Melrose, una crònica medieval compilada pels monjos de l'abadia de Melrose, Escòcia, amb el primer relat independent del segellat de la Carta Magna (finals del segle XIII)
- El saltiri d'hores Percy, un exemple rar i primerenc d'un llibre devocional il·luminat procedent de York, nord d'Anglaterra (finals del segle XIII)
- Un rar Alcorà manuscrit en escriptura maghribí d'Al-Àndalus, volum 39 de 60 volums, produït originalment a Granada (segle XIII)

### Segle XIV

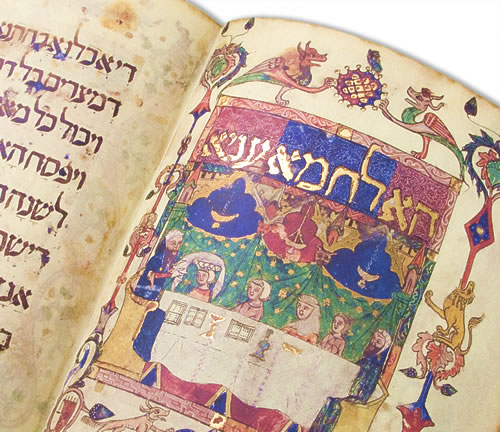
Còpia facsímil d'una de les imatges de la Hagadà de Barcelona.

- Una de les Grans Cròniques de França, recopilació reial vernacular de la història de França propietat de Joan II de França  (1300–1399)
- Un Pentateuc alemany del príncep August Frederic, un manuscrit hebreu ricament decorat amb bèsties mítiques als marges, sud d'Alemanya (c. 1300)
- El Codi Gwentian de la Llei Gal·lesa o Llibre de Cyfnerth, un manuscrit legal medieval en gal·lès produït a Neath, Gal·les (1300–1325)
- El Machsor Tripartitum, un dels tres volums d'un llibre d'oracions del festival per a la Festa del Xavuot i del Sukkot, escrit en hebreu al sud d'Alemanya (1300–1329)
- El breviari de Renaud de Bar, originalment propietat de Reginald de Bar, bisbe de la diòcesi de Metz (1302–1303)
- Un Alcorà de set volums del sultà mameluc Bàybars II escrit en or en escriptura thúluth, és l'Alcorà datat més antic del soldanat Mameluc, El Caire (1304–06)
- Part 25 de l'Alcorà encarregada pel governant ilkanat Oljeitu, escrita amb una escriptura muhaqqaq d'or fi amb frontispici il·luminat. Mossul, Iraq (1310–1311)
- Un manuscrit original de les Ordenances de 1311, una sèrie de reglaments imposats al rei Eduard II per la noblesa i el clergat anglès (1311)[111]
- El breviari Stowe, un breviari manuscrit il·luminat d'Anglaterra, que proporciona l'ofici diví segons l'ordinal i el ritus de Sarum amb addicions de Norwich (1320–1330)
- El llibre d'hores de Saint-Omer, un llibre d'hores il·luminat produït a Saint-Omer, nord de França, per a l'ús de Marguerite de Baugé (1320–1330)
- El llibre d'hores de Taymouth, un llibre d'hores il·luminat produït a Anglaterra amb una decoració inusualment rica, que porta el nom del castell de Taymouth a Escòcia on es va mantenir durant segles (1325–1335)
- Un manuscrit il·luminat del Roman de Brut en anglonormand del poeta Robert Wace on apareix la representació més antiga de Stonehenge (1325–1350)
- El saltiri de la reina Filipa, manuscrit il·luminat probablement fet com a regal per a Felipa d'Hainaut per commemorar el seu matrimoni amb Eduard III d'Anglaterra (1328)
- La bíblia de Holkham amb col·lecció il·lustrada d'històries bíbliques i apòcrifes en normand procedent Holkham Hall, Norfolk (1327–1335)
- Regia Carmina, adreça en vers a Robert I de Nàpols, escrit per Convenevole da Prato i il·luminat per Pacino di Buonaguida (1335–1340)
- Un primer manuscrit del Pentateuc samarità[112] que conté un text bàsic dels cinc primers llibres de la Bíblia hebrea en escriptura samaritana, Damasc, Síria (1339)
- L'Smithfield Decretals, una còpia de les Decretals de Gregori IX, coneguda pel seu extraordinari programa d'il·luminació marginal, antigament propietat de l'església de Sant Bartomeu-el-Gran de Smithfield (1340)
- La Hagadà Daurada, Hagadà de Barcelona,[113] Sor Haggadah[114] i Germà Haggadah,[115] quatre manuscrits il·luminats per a la Pasqua jueva, procedents de Catalunya (inicis del segle XIV)
- El saltiri Gorleston, un manuscrit il·luminat que conté ensenyament de música antiga i marginalia humorística (principis del segle XIV)
- El saltiri de la reina Maria, Saltiri de Luttrell i saltiri i llibre d'hores de Howard, tres manuscrits gòtics profusament il·luminats (inicis del segle XIV)
- Una còpia il·lustrada d'Aja'ib al-Makhluqat o "Maravelles de la creació" d'Abu-Yahya al-Qazwiní (principis del segle XIV)
- El llibre d'hores de Maastricht, llibre d'hores fet a Lieja, destacable per la seva gran quantitat d'il·luminació vibrant (inicis del segle XIV)
- Els poemes Kildare, un grup de setze poemes escrits en anglès irlandès o hiberno-anglès, Kildare, Irlanda (c. 1350)
- L'Evangeli de Serres, fets per Kalist Rasoder per a Jakov de Serres i escrits en la revisió sèrbia de l'eslau eclesiàstic (1354)
- L'Evangeli del tsar Ivan Alexander, el manuscrit búlgar medieval més important (1355–1356)
- El còdex Robertsbridge, el primer manuscrit de música escrit específicament per a teclat, Robertsbridge, Anglaterra (1360)
- El llibre de coronació de Carles V de França, sumptuós manuscrit il·lustrat que registra els rituals d'una coronació reial (1365)
- El missal de Sherborne, un dels millors exemples anglesos de manuscrits il·luminats del gòtic internacional (1385–1415)
- El manuscrit coreà del volum 32 del Buddhāvataṃsaka Sūtra, escrit amb pigment d'or per a un mecenes reial (1390)
- El manuscrit persa il·lustrat de tres dels cinc poemes del Khamsa de Khvājū Kirmānī (1396)
- L'Al-Kashshaf, un comentari sobre l'Alcorà d'Az-Zamakhxarí (segle XIV)
- Manuscrit de Sir Galvany i el Cavaller verd, una novel·la de cavalleries anglesa il·lustrada en vers al·literatiu (finals del segle xiv)
- El manuscrit de Londres, un manuscrit medieval que conté música del trecento del regne d'Itàlia, principalment obres polifòniques i danses instrumentals (c. 1400)
- La vida i els actes de Lalibela, un manuscrit etíop de la història del rei Lalibela de Lasta (1400)

### Segle XV

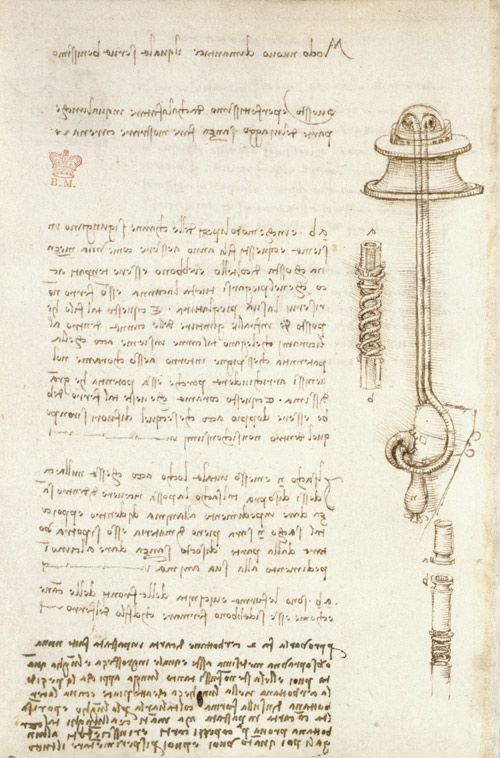
El Còdex Arundel de Leonardo da Vinci.

- El leccionari Lovell, un còdex il·luminat pintat per John Siferwas, frare dominic i il·luminador del Missal de Sherborne, encarregat per John Lovel, de Titchmarsh (1400–1408)
- Una còpia de la Història antiga fins al Cèsar, la primera recopilació en prosa francesa medieval[116] que relata històries del món antic, especialment la guerra de Troia, les conquestes d'Alexandre el Gran i la grandesa de l'antiga Roma (1400–1425)
- El llibre d'hores Egerton, un manuscrit il·luminat fet a París i pertanyent a la família Valois-Anjou, probablement a Renat d'Anjou (1405–1410)
- Una Gran Bíblia de més de mig metre de llargada, és el manuscrit més gran de la Bíblia de la col·lecció de la Biblioteca britànica, fou propietat d'Enric IV d'Anglaterra (principis del segle XV)
- El Codex Bellunensis, una florilègia il·lustrada i còdex botànic amb 180 dibuixos pintats a tota pàgina de plantes procedent de Belluno, Itàlia (inicis del segle XV)[117]
- Una de les primeres còpies dels contes de Canterbury de Geoffrey Chaucer, potser la millor obra de l'edat mitjana a Anglaterra (1410)
- El Llibre de la reina, una col·lecció d'obres profusament decorades de la poetesa Christine de Pisan presentades a la reina Elisabet de França (1410–1414)
- Un leccionari evangèlic inscrit en grec al monestir de Santa Marina a Berat, Albània (1413)
- El Manuscrit d'Old Hall, la font més gran i completa de música sacra anglesa (1410–1420)
- El llibre d'hores de Wardington, un llibre d'hores de la Passió il·luminada per un artista de l'escola del Mestre de Bedford, París (1410–1440)
- El llibre d'hores de Bedford, un llibre d'hores de l'edat mitjana ricament il·lustrat, propietat de Joan de Lancaster  (1410–1430)
- El Breviari de Joan Sense Por i Margarida de Baviera, manuscrit il·luminat donat a la parella per celebrar el seu compromís (1413–1419)
- El saltiri de Humphrey de Gloucester, un llibre de Salms il·luminat pertanyent a Humphrey de Lancaster, oncle del rei Enric VI d'Anglaterra (1430–1440)
- El Windsor Carol Book, un manuscrit de música i nadales per a la Setmana Santa, probablement escrit per a la capella de Sant Jordi del castell de Windsor (1430–1444)
- El Llibre de Margery Kempe, considerada la primera autobiografia de la literatura anglesa (1436)[118]
- El Tractatus de Herbis, tractat il·lustrat de plantes medicinals, amb prop de 500 representacions de plantes, animals i minerals, originari de la Llombardia, Itàlia (1440)
- El llibre d'hores de Dunois, un llibre d'hores francès molt decorat obra del mestre Dunois i encarregat per Jean d'Orléans, comte de Dunois (1439–1450)
- Els Comentaris recopilats sobre els anals de la primavera i la tardor, document imprès amb l'ús primerenc del tipus de lletra Kabin mòbil sota el rei coreà Sejong el Gran, Seül (1442)
- El llibre de Talbot Shrewsbury, un gran manuscrit ricament il·luminat regalat a Margarida d'Anjou en honor al seu compromís amb el rei Enric VI d'Anglaterra, procedent de Rouen, França (1444–1445)
- Una còpia manuscrita il·luminada de La Divina Comèdia de Dante Alighieri, produïda per Alfons el Magnànim, Siena, Itàlia (1450)
- Un volum il·luminat de poemes escrits per Carles I d'Orleans durant el seu empresonament a Anglaterra després de la batalla d'Azincourt (c. 1450)
- Un full del llibre d'hores d'Étienne Chevalier, un llibre d'hores il·luminat encarregat per Étienne Chevalier, tresorer del rei Carles VII de França, al pintor i il·luminador de miniatures Jean Fouquet.
- Dues Bíblies de Gutenberg o de 42 línies i un full d'una tercera, còpies d'una Bíblia llatina impreses a Magúncia, Alemanya, va ser el primer llibre important imprès a Europa amb tipus mòbils metàl·lics produïts en massa (1450–1455)
- El saltiri de Magúncia, la segona obra que es va produir amb tipus mòbil a Europa i la primera a experimentar amb la impressió multicolor, és una de les 10 còpies existents, Magúncia, Alemanya (1457)
- Una còpia de la Bíblia de Bamberg o de 36 línies, la segona edició impresa amb tipus mòbil de la Bíblia procedent de Bamberg, Alemanya (c. 1458–60)
- Rime i Trionfi de Francesco Petrarca, un manuscrit il·luminat de poesia propietat del cardenal i bisbe italià Francesco Gonzaga (1465)
- La Bíblia de Mentelin, la primera de les traduccions de la Bíblia en alemany preluterana i, en general, la primera Bíblia impresa en llengua vernacla, fou impresa per Johannes Mentelin a Estrasburg (1466)
- Antologia de poesia de Şamaxı, il·lustrada per Sharaf al-Dīn Ḥusayn, un escriba reial amb seu a la cort del xirvanxah Farrukh Yassar a Xirvan, Azerbaidjan (1468)
- El Pentateuc de Sanaa o Cinc llibres de Moisès, amb representacions estilitzades de muntanyes i peixos nedant a la mar esbossades en micrografia bíblica, Iemen (1469)
- Única còpia manuscrita supervivent de La mort d'Artús de Thomas Malory, que torna a explicar les llegendes del rei Artús i els seus cavallers (1471-1483)[119]
- El Recuyell de les Històries de Troye, una còpia del primer llibre imprès de William Caxton i el primer llibre imprès en anglès, procedent de Bèlgica (1473)
- El Constance Gradual, l'única edició completa que es conserva del primer llibre imprès de música amb tipus mòbil, Constança Alemanya (1473)[155]
- Les primera i segona edicions impreses dels Contes de Canterbury de William Caxton (1476–1483)
- Una còpia manuscrita de Dictes and Sayings of the Philosophers, traducció a l'anglès mitjà per Anthony Woodville del llibre original escrit en àrab per l'erudit egipci Al-Mubàixxir ibn Fàtik (1477)
- El Hastings Hours, manuscrit il·luminat en vitel·la amb miniatures pintades atribuïdes a l'artista flamenc Alexander Bening fet per a Lord Hastings (1480)
- El Còdex Arundel, un dels quaderns de Leonardo da Vinci (1480–1518)
- La Bíblia de Lisboa, el còdex més realitzat de l'escola portuguesa d'il·luminació hebrea medieval (1483)
- Dues còpies manuscrites del Catholicon Anglicum, un diccionari bilingüe de l'anglès al llatí (1483)
- El llibre d'hores Huth, llibre d'hores elaboradament il·luminat atribuït a Simon Marmion, Flandes (1485–1490)
- El llibre d'hores Sforza, un dels llibres d'hores més il·luminats del Renaixement (1490–1520)
- Primeres edicions impreses de la carta escrita per Cristòfor Colom que descriu el seu primer viatge al Nou Món, Roma i Basilea (1493)
- El breviari d'Isabel, manuscrit il·luminat lliurat a la reina Isabel I de Castella per l'ambaixador Francisco de Rojas per commemorar el matrimoni doble dels seus fills i dels fills de l'emperador Maximilià I i la duquessa Maria de Borgonya (1497)
- La major part del llibre d'hores de Lluís XII confeccionat per Jean Bourdichon per al rei Lluís XII de França (1498-1499)
- Una còpia il·lustrada de luxe del Roman de la Rose, un poema de gènere èpic manuscrit il·luminat escrit en francès antic  (1490–1500)
- El Petit Livre d'Amour, un col·lecció manuscrita de poemes d'amor escrits per Pierre Sala, antiquari i valet de chambre de Lluís XII de França (1500)
- El llibre d'hores de Joana I de Castella, manuscrit il·luminat de Gerard Horenbout de l'escola de Gant-Bruges (1500)
- El Llibre d'hores d'Anna Bolena, opulent llibre d'hores propietat d'Anna Bolena, esposa d'Enric VIII d'Anglaterra, amb les inscripcions dels amants (1500)[120]
- El Nimatnama-i-Nasiruddin-Shahi, un llibre de cuina de l'Índia medieval escrit en llengua persa amb escriptura Naskh, encarregat pel sultà Ghiyath Shah del sultanat de Malwa al centre de l'Índia (1500)
- Dues còpies del Khamsa de Nizami Gandjawi il·lustrades per l'artista timúrida Kamal-ad-Din Bihzad, el més famós dels pintors de miniatures perses (finals del segle XV)
- El Ritson Manuscript, primera font manuscrita de nadales angleses (finals del segle XV)
- El Hikayat Raja-raja Pasai, la crònica històrica més antiga coneguda escrita en llengua malaia (segle XV)
- El breviari de Križanić, un manuscrit litúrgic escrit en alfabet glagolític pel monjo croat Ivan Križanić, procedent de la col·lecció de Josef von Erberg, Croàcia (segle XV)
- Una còpia manuscrita tardomedieval del Jónsbók, un compendi per Jón Einarsson el 1280 a instància del rei Magnus VI de Noruega, de les lleis promulgades a Islàndia , procedent de la col·lecció de Sir Joseph Banks (segle XV)

### Segles XVI a XVII

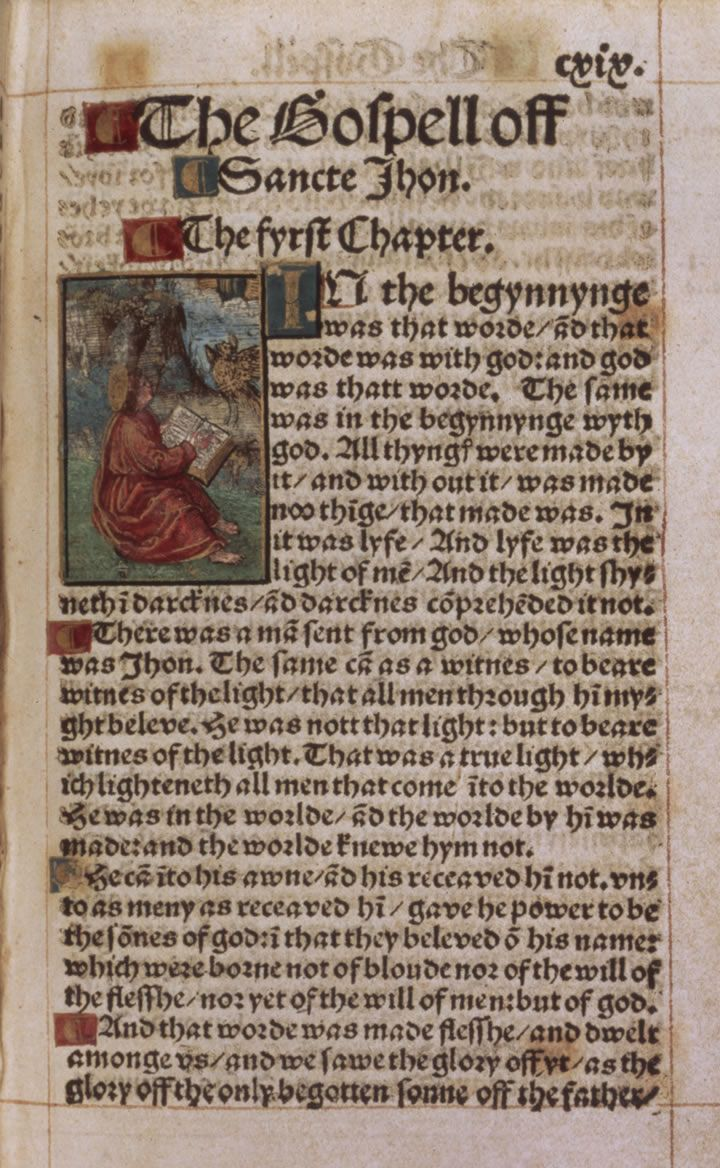
Bíblia de Tynedale.

- El llibre d'hores de Charles Stuart, llibre d'hores il·luminat escrit per Bartolomeo Sanvito i encarregat pel cardenal Marí Grimani amb quatre miniatures de Giulio Clovio (c. 1508–1538)[121]
- Un manuscrit il·luminat amb la genealogia portuguesa fet per a l'infant Ferran de Portugal amb pintures de Simon Bening i Antonio de Holanda (1530–1534)
- Una de les tres còpies existents de la primera edició de la Bíblia de Tynedale, la primera bíblia que va ser traduïda i produïda en massa en anglès modern per William Tyndale (1526)
- Tres diminuts llibres d'oracions fets per a Anne Seymour, Anne Boleyn i lady Jane Grey; es diu que aquests dos últims llibres van ser portats al cadafal en les seves execucions (1536–1544)[122][123][124]
- Poemes de Thomas Wyatt, el primer quadern en llengua anglesa que ha sobreviscut de qualsevol poeta important (1530–1540)
- Una còpia personal de la Gran Bíblia d'Enric VIII d'Anglaterra, la primera versió autoritzada de la Bíblia en anglès (1540)
- Una còpia de propietat de Tahmasp I del Khamsah de Nizami Gandjawi amb il·lustracions del viatge celestial del profeta Mahoma fetes pel sultà Mohammed, Tabriz, Iran (1539–1543)
- El saltiri d'Enric VIII, saltiri il·luminat de Jean Mallard que va pertànyer a Enric VIII d'Anglaterra (1540–1550)
- El Golf Book, un manuscrit il·luminat del llibre d'hores creat per Simon Bening a Bruges, Bèlgica (1540–1550)
- La Glorificació de la Gran Deessa, un bell manuscrit de fulla de palmera del Devi Mahatmya, copiat al Nepal en escriptura newari durant el regnat del rei Prana Malla de Bhaktapur (1547)
- Triomfs de l'emperador Carles V, còdex de 12 pintures en miniatura de pàgina sencera de Giulio Clovio celebrant les victòries del Sacre Emperador Romanogermànic (1556–1575)[125]
- L'Enciclopèdia Yongle, vint-i-cuatre volums de la segona edició de l'enciclopèdia encarregada per l'emperador xinès Yǒnglè, que conté els textos més importants disponibles en aquell moment, Xina (1562–1572)
- L'Splendor Solis, tractats mèdics i alquímics atribuïts a Salomon Trismosin, meticulosament pintats i ressaltats amb or a Alemanya (1582)
- Una còpia imperial il·luminada del Dārāb-nāma en escriptura nastaliq d'Abu Ṭahir Ṭarsusi, originària de la Biblioteca mogol de l'emperador Akbar (1585)[126]
- Les memòries il·lustrades o Baburnama de l'emperador mogol Baber i el primer volum de l'Akbarnama d'Abu-l-Fadl Al·lamí, tots dos produïts per al net de Baber, Akbar, Pakistan (1590)
- El Khamsa de Nizami, un manuscrit profusament il·lustrat creat per a l'emperador mogol Akbar (1590–1600)
- Un manuscrit incomplet del Razmnama, una traducció mogol il·lustrada de l'èpica hindú Mahabharata escrita per Naqib Khan (1598–1599)
- La Crònica de Vologda-Perm, una crònica d'esdeveniments en eslau eclesiàstic rus, font primerenca important per a la història de Rússia (segle XVI)
- Manuscrits musicals per a teclat, com ara el Virginal Book d'Elizabeth Rogers, The Mulliner Book, My Ladye Nevells Booke i el Susanne van Soldt Manuscrit (segles XVI-XVII)
- El Llibre de Sir Thomas More, una de les poques obres isabelines que han sobreviscut en forma de manuscrit amb tres pàgines atribuïdes a William Shakespeare (1601–04)
- Una rara primera edició del Quixot, l'obra més rellevant de la literatura castellana (1604)[127]
- Un manuscrit il·luminat de l'Anvar-i Suhayli (o Llums de Canopus), copiat per a l'emperador mogol Jahangir amb 36 belles miniatures (1604–1614)[128]
- Un quadern manuscrit de Sir Walter Raleigh per a la seva obra Història del món, redactat mentre estava empresonat a la Torre de Londres (1604-1616)[129]
- El Shirburn Ballads, una col·lecció de manuscrits de balades d'època elisabetiana (1609-1616)
- Cinc còpies del Primer Foli de teatre de William Shakespeare (1623)
- Una de les vint còpies existents de la Bible viciosa o Wicked Bible, una edició de la Bíblia publicada per Robert Barker i Martin Lucas, impressors reials de Londres. El nom deriva de l'error comès pels compositors en els Deu manaments que es van deixar la paraula "no" quedant com a "Cometràs adulteri" (1631)
- Un rotlle luxós del capítol 8è del Sutra del Lotus, presentat per l'emperador Go-Mizunoo al santuari Nikkō Tōshō-gū. Japó (1636)
- Un rotlle de la Torà de Kaifeng, un rotlle de pell d'ovella amb 239 columnes de text en hebreu, un dels set rotlles complets que han sobreviscut de la sinagoga de Kaifeng, Xina (1643–1663)
- La segona edició del Bay Psalm Book, el primer llibre imprès a l'Amèrica del Nord britànica (1647)[130]
- La majoria dels volums del Mewar Ramayana, un manuscrit il·lustrat amb 450 pintures de l'èpica hindú, encarregat per Acarya Jasvant per a la biblioteca de Jagat Singh I del regne Rajput de Mewar al Rajasthan (1649–1653)[167]
- un manuscrit etíop dels Quatre Evangelis, manuscrit ricament il·lustrat que mostra influències artístiques europees, Gondar, Etiòpia (1664–1665)

### Segles XVII a XX

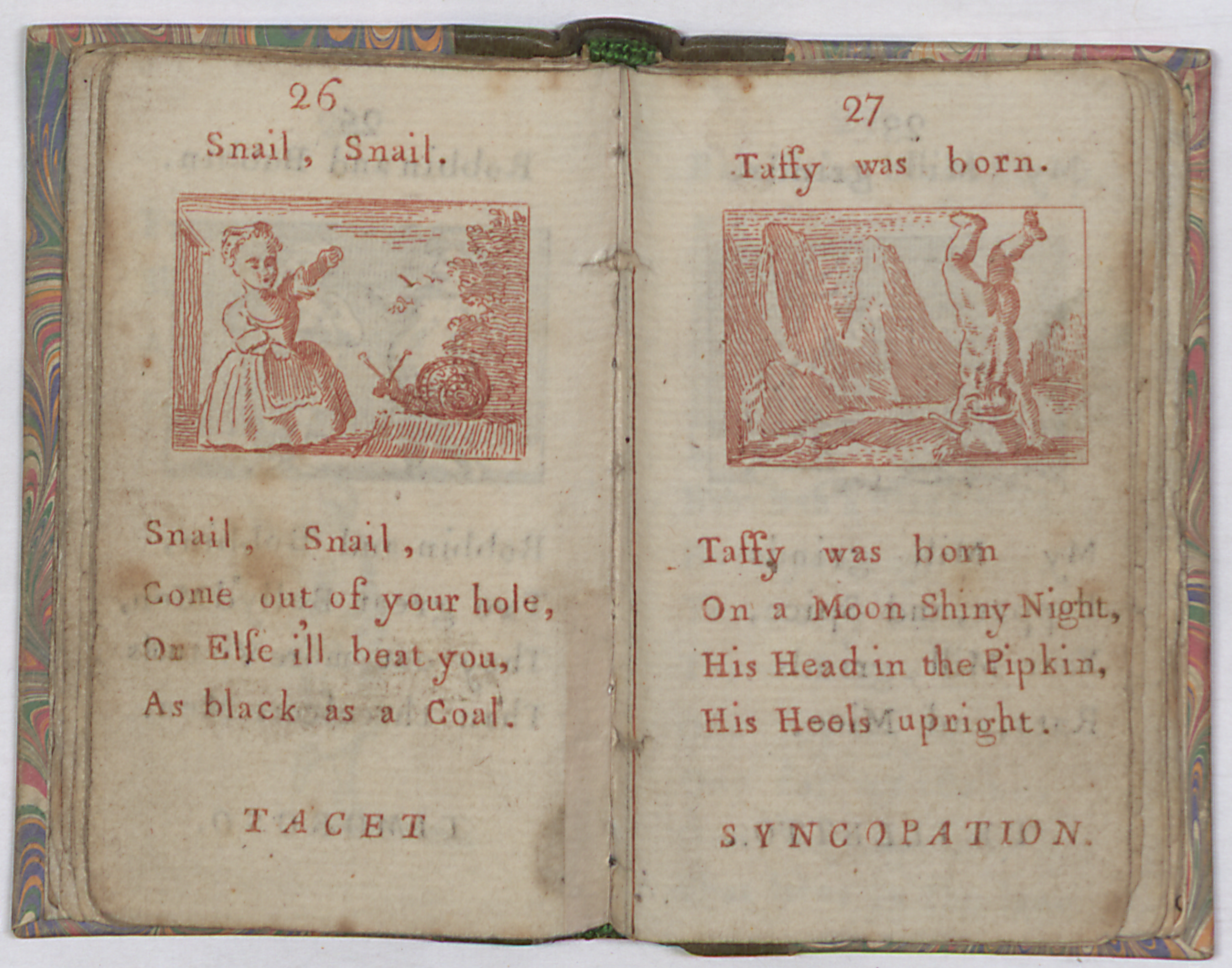
Pretty Song Book de Tommy Thumb. Vol II (Cotsen) pagines 26-27.

- L'Apocalipsi de Joan, un manuscrit profusament il·lustrat amb 126 pintures, Gondar, Etiòpia (1700–1730)
- Una de les dues úniques còpies existents del Pretty Song Book de Tommy Thumb publicat per Mary Cooper, l'antologia d'edició impresa més antiga de cançons infantils angleses (1744)
- Una edició rara de l'Elogi de Mukden de l'emperador Qianlong , un poema escrit en trenta-dues formes d'escriptura de segell tant en manxú com en xinès (1748)
- Un manuscrit cingalès de luxe que conté l'Atthakatha bilingüe, escriptures budistes incises en or sobre fulles de palmera, Sri Lanka (1756)
- Una estàtua de William Shakespeare de l'escultor francès Louis-François Roubiliac, encarregada pel famós actor shakespearià David Garrick (1757)
- Un esborrany manuscrit de la Proclamació de la Rebel·lió, la resposta de Jordi III a la Petició d'Olive Branch durant la Revolució Americana (1775)
- Una còpia de les obres poètiques en llengua txagatai del soldà Hussayn Bayqara i l'emperador mogol Babur (1776)
- L'única còpia que sobreviu de la primera edició de Gammer Gurton's Garland, una antologia primerenca de cançons infantils angleses (1784)
- El Menggu Ziyun, còpia única d'un diccionari de xinès del segle XIV escrit amb l'escriptura phags-pa (segle XVIII)
- Els actes i la vida de sant Takla Haymanot, un manuscrit profusament il·lustrat amb l'únic exemple conegut fora d'Etiòpia de coberta metàl·lica amb figures tallades i la creu (segle XVIII dC)
- El Serat Selarasa, un dels primers manuscrits javanesos ben il·lustrats coneguts, que narra les aventures de Selarasa, príncep de Txampa i els seus dos germans, originalment propietat del coronel Colin Mackenzie (1804)[131]
- Antologia de poesia de l'últim emperador mogol Bahadur Xah II (inicis del segle XIX)
- Una còpia del Taj al-Salatin o La Corona dels Reis, un dels millors manuscrits malais il·luminats coneguts, Penang (1824)[132]
- Un dels únics 120 exemplars de The Birds of America de l'ornitòleg i naturalista John James Audubon, que conté il·lustracions d'una gran varietat d'ocells dels Estats Units d'Amèrica (1827–1838)
- El llibre d'oracions de Rani Jindan, un luxós manuscrit escrit amb escriptura gurmukhi confeccionat per la maharani Jind Kaur, regent de l'Imperi Sikh (1828–1830)
- Una còpia manuscrita en àrab de Rawd al-Jinan de Gidado dan Laima, col·laborador proper d'Osman Dan Fodio, fundador del Sultanat de Sokoto al nord de Nigèria (1840)
- El Delhi Book o Reminiscències de la Delhi imperial, un àlbum amb una col·lecció de 120 pintures majoritàriament del pintor mogol Mazhar Ali Khan, encarregat per Sir Thomas Metcalfe (1844)
- La primera edició de El manifest comunista de Karl Marx i Friedrich Engels, un dels únics 25 exemplars que es conserven avui dia (1848)
- Una rara primera edició de Fulles d'herba, una antologia poètica del poeta nord-americà Walt Whitman (1855)
- La Proclamació d'Emancipació, una de les vint-i-set còpies supervivents de l'"edició autoritzada" de Leland-Boker impresa per Frederick Leypoldt, EUA (1863)
- Un manuscrit del rei Mindon, el millor exemple de l'art manuscrit birmà abans que s'influís per les convencions artístiques occidentals, que representa la processó del rei Mindon i la seva cort per dedicar la imatge del Buda Kyauk-daw-gyi a Mandalay (1865)
- Una còpia manuscrita imperial del Truyện Kiều, el poema més important de la literatura vietnamita, escrit en alfabet Chữ Nôm i il·lustrat amb escenes de la història, fou propietat del sinòleg francès Paul Pelliot (1894).[133]
- El Kelmscott Chaucer, una de les tretze còpies en vitela del llibre magníficament decorat de The Works de Geoffrey Chaucer, inspirat en el moviment Arts and Crafts i imprès per la Kelmscott Press de William Morris, amb 87 il·lustracions d'Edward Coley Burne-Jones (1896)
- La Declaració Balfour, declaració pública emesa pel govern britànic que anuncia el suport a l'establiment d'una "llar nacional per al poble jueu" a Palestina (1917)
- Una edició del fulletó de la Declaració de Pakistan que va impulsar el moviment per una pàtria musulmana independent al subcontinent indi i va encunyar el terme "Pakistan" (1933)
- Una còpia rara del fullet de la Declaració d'independència d'Indonèsia (1945)
- Les lletres originals escrites a mà de les cançons dels Beatles com "The Fool on the Hill", "A Hard Day's Night", "Help!", "In My Life", "I Want To Hold Your Hand", "Michelle", " She Said She Said", "Strawberry Fields Forever", "Ticket to Ride" i "Yesterday" de la col·lecció de Hunter Davies (dècada de 1960)

### Mapes

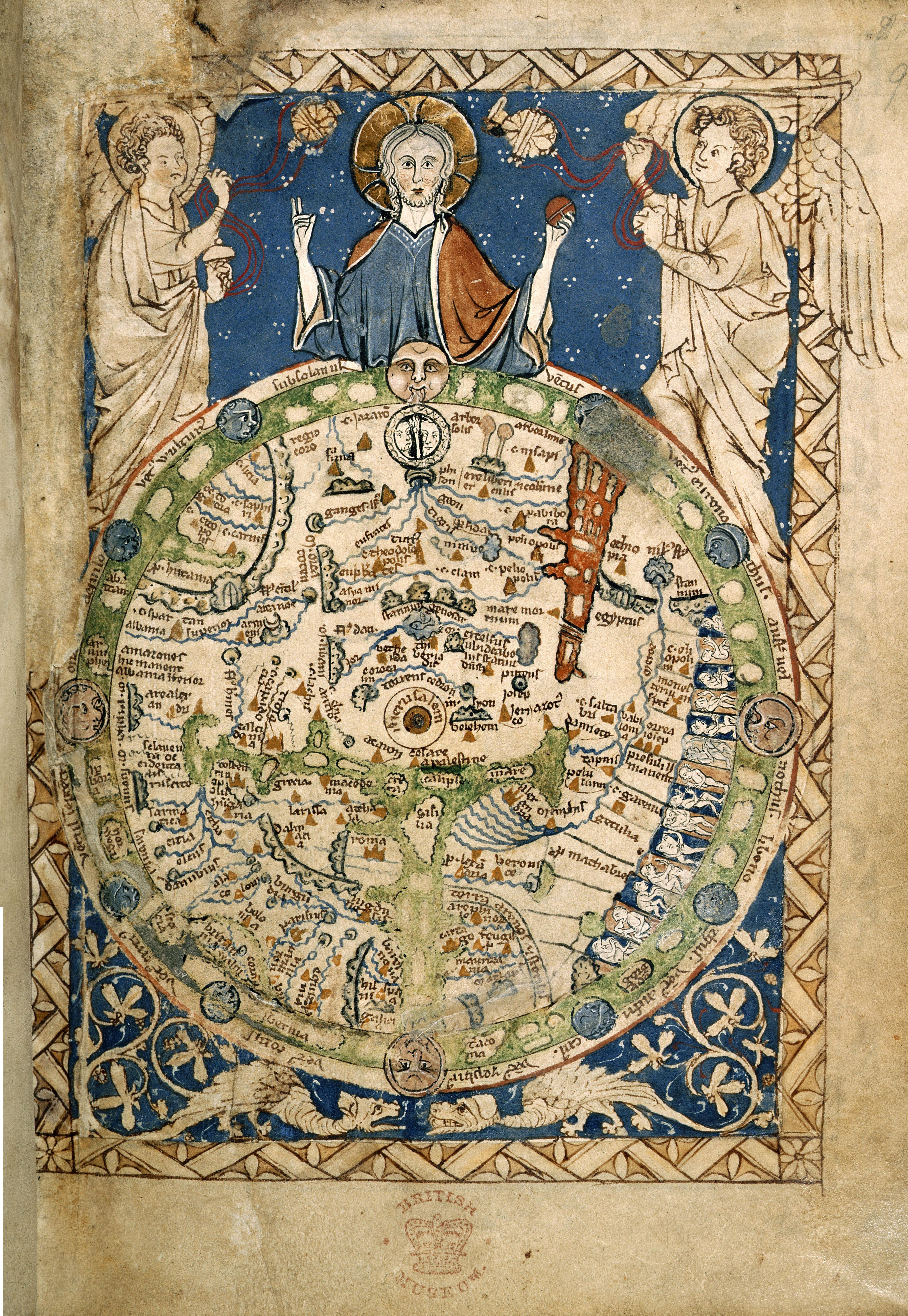
Mapa del saltiri de l'abadia de Westminster. c.1265.

- El mapa anglosaxó i el Mapamundi del saltiri de l'abadia de Westminster.
- Dos mapamundi medievals d'Anglaterra.
- Un dels mapes més antics de la Gran Bretanya del monjo benedictí Mateu de París.
- El mapa del món de Ranulf Higden.
- Una recreació veneciana manuscrita de la Geographia de Claudi Ptolemeu.
- Els atles Pinelli–Walckenaer i Cornaro de cartes portolanes procedents de Venècia (finals del segle xiv)
- Un mapa del món del cartògraf alemany Henricus Martellus Germanus.
- El primer mapa que mostra la "cua del drac", el nom modern per a la península fantasma del sud-est asiàtic que va aparèixer als mapes del món medieval àrab i europeu renaixentista.
- Una còpia del mapa Contarini-Rosselli, un mapa gravat en coure i que és el primer que mostra el Nou Món,[134] Venècia o Florència (1506)
- Diversos mapes de Dieppe produïts a mà a la ciutat portuària de Dieppe per als rics armadors, van ser dibuixatses per cartògrafs importants com Pierre Desceliers (1540-1585)
- L'atles de la reina Maria I d'Anglaterra fet pel cartògraf portuguès Diogo Homem.
- Una de les dues úniques còpies d'un mapa d'Amèrica de Diego Gutiérrez (1562)[135]
- Part del Mapa del món Mercator 1569 del cartògraf flamenc Gerardus Mercator (1569)
- Un atles decoratiu dibuixat pel cartògraf portuguès Fernão Vaz Dourado.
- L'Atles d'Anglaterra i Gal·les fet pel cartògraf Christopher Saxton per a Lord Burghley,[136]
- El primer globus terraqüi xinès existent fet per Nicolò Longobardo i Manuel Dias.
- El Klencke Atlas, l'atles més gran del món, amb unes mides de 1,75 metres d'alt per 1,9 metres d'ample quan és obert ()[137]
- Una còpia rara del mapa Carta Hydrographica y Chorographica de las Islas Filipinas conegut pel nom de Velarde map, un mapa de les Filipines fet i publicat per primera vegada a Manila pel cartògraf jesuïta Pedro Murillo Velarde (1734)[138]
- Una còpia del mapa Mitchell d'Amèrica del Nord, utilitzat com a font cartogràfica principal durant el Tractat de París per definir els límits dels Estats Units d'Amèrica recentment independents.

## Personal
Els empleats de la Biblioteca assumeixen una gran varietat de funcions, des de la conservació fins les tecnològiques. Les tasques de conservació inclouen o han inclòs bibliotecaris, conservadors-restauradors, conservadors digitals i arxivers.

### Caps executius
- 1973–1984: Sir Harry Hookway[179][180][140][141]
- 1984–1991: Kenneth Cooper[142]
- 1991–2000: Dr Brian Lang[143]
- 2000–2012: Dame Lynne Brindley[144]
- 2012–2025: Sir Roly Keating[145][146]
- Des del 2025: Rebecca Lawrence[146]

### Bibliotecaris en cap
- 2016–2018: Caroline Brazier, primer Bibliotecariu en cap, treballadora de la Biblioteca des del 2002.[147]
- 2018–avui dia: Liz Jolly[148]

## Més informació
- Barker, Nicolas. Treasures of the British Library; compilat per Nicolas Barker i el personal de conservació de la British Library. Harry N. Abrams. New York. 1989 ISBN 0-8109-1653-3
- Day, Alan. Inside the British Library. London. Library Association. 1998. ISBN 1856042804.
- Caygill, Marjorie. Treasures of the British Museum. British Museum Press. 2009. ISBN 978-0714150628.
- Harris, Phil. A History of the British Museum Library, 1753–1973. British Library. Londres. 1998. ISBN 0712345620.
- Howard, Philip. The British Library, a Treasure of Knowledge. Scala. Londres. 2008. ISBN 978-1857593754.
- Leapman, Michael. The Book of the British Library. British Library. Londres. 2012. ISBN 978-0712358378.
- Mandelbrote, Giles, i Taylor, Barry. Libraries Within the Library: The Origins of the British Library's Printed Collections. British Library. Londres. 2009. ISBN 978-0712350358.
- Proctor, Robert. A Critical Edition of the Private Diaries of Robert Proctor: The Life of a Librarian at the British Museum. Edwin Mellen Press. Lewiston, Nova York. 2010). ISBN 0773436340.
- Wilson, Colin St. John. The Design and Construction of the British Library. British Library. Londres. 1998. ISBN 0712306587.